# Dorothea Lange
Pour les articles homonymes, voir Lange.
Dorothea Lange, née Dorothea Nutzhorn le 26 mai 1895 à Hoboken dans l'État du New Jersey et morte le 11 octobre 1965 à San Francisco dans l'État de la Californie, est une des premières photographes américaines de renom. Elle travaillait exclusivement en noir et blanc et elle est une des fondatrices du documentaire photographique.
Ses travaux les plus connus ont été réalisés pendant la Grande Dépression, dans le cadre d'une mission qui lui a été confiée par la Farm Security Administration (FSA).
Elle a su s'imposer dans un secteur jusque là monopolisé par les hommes, comme d'autres femmes telles que Doris Ulmann, Margaret Watkins, Toni Frissell, Louise Dahl-Wolfe, Laura Gilpin ou Berenice Abbott.

## Biographie

### Jeunesse et formation
Dorothea Lange est née à Hoboken (dans l'État du New Jersey) en 1895, Hoboken, sert de port pour les paquebots transatlantiques qui permettent à de nombreux migrants de s'installer aux États-Unis. Hoboken voit sa population croitre du fait de ces migrants, de nombreux voisins des parents de Dorothea Lange sont d'origine allemande et en 1895, sa population est de 45 000 habitants,,,.
Ses parents sont Heinrich Martin Nutzhorn, un avocat admis au barreau du New Jersey en 1891, et de Johanna Caroline Lange, une soprano se produisant dans des concerts locaux, tous deux sont nés aux États-Unis, et s'y sont mariés le 27 mai 1894, à l'église luthérienne la St. Matthew Trinity, sise à Hoboken. Dorothea est l'aînée des leurs deux enfants. Son prénom de Dorothea est un hommage à sa grand-mère paternelle Dorothea Fisher ; il est également à noter qu'en grec ce prénom signifie « don de Dieu ». En 1901, après la naissance de Dorothea, ils ont un fils Henry Martin,,,,,.

#### La poliomyélite
En 1902, elle contracte la poliomyélite ce qui lui laisse des séquelles à la jambe droite toute sa vie, entre autres désagréments consécutifs, elle ne peut plus participer à des activités physiques comme courir ou sauter avec les enfants de son âge, elle est surnommée par ses camarades de classe Limpy (« La boiteuse »), quolibet qui la blesse. Cette situation de handicap développe en elle une empathie envers les personnes fragiles, une compréhension des laissés pour compte, des outsiders,,,,,,,,.

#### La séparation de ses parents
Enfant, elle se sent davantage proche de son père que de sa mère, mais à ses 12 ans, en 1907, son père quitte soudainement le foyer familial sans donner d'explications ; elle le vit comme un traumatisme, pendant toute sa vie elle est incapable d'en parler, d'autant qu'il ne donnera plus de nouvelles,,,,,.
Johanna Lange, devenue est soutien de famille mais devant travailler, elle ne peut assumer à elle seule l'éducation de ses enfants, aussi prend-elle ses enfants pour aller vivre chez sa mère Sophie Lange, une femme tyrannique, au tempérament bien trempé et une alcoolique, exerçant le métier de couturière pour lequel elle est douée. Elle maitrise pas très bien l'anglais et s'exprime la plupart du temps en utilisant un dialecte allemand. C'est à la même époque que la jeune Dorothea décide de retirer son nom de Nutzhorn pour se faire appeler Dorothea Lange,,,.

#### Johanna Lange, bibliothécaire
Pour subvenir aux besoins de sa famille, Johanna Lange travaille comme bibliothécaire dans une des annexes de la New York Public Library, celle qui vient d'ouvrir dans le Lower East Side de Manhattan, travail où elle touche un salaire hebdomadaire de 12 $. Tous les jours accompagnée par sa fille, elle prend le ferry pour s'y rendre. Le Lower East Side est un quartier populeux où se croisent des migrants d'ascendances diverses et parlant des langues différentes telles que le yiddish, le chinois, le russe, le hongrois, l'italien et où de nombreuses boutiques et échoppes exposent des marchandises du monde entier,,,,,.

#### Scolarité

##### Scolarité primaire
Dorothea Lange suit sa scolarité primaire à l'école publique numéro 62, une école de pointe, conformément au projet de la Surintendante de district Julia Richman (en) , une des écoles proches du lieu de travail de sa mère, école principalement fréquentée par plus de 3 000 filles issues de familles juives. Elle s'y fait une amie Florence Ahlstrom qu'elle appelle "Fronzie". Ce relatif isolement aiguise chez elle le sens de l'observation,,.
Après les cours, elle rejoint sa mère à la New York Public Library et y lit tous les livres qui lui tombent sous sa main.
Régulièrement, avec sa mère elle se rend à l'église épiscopalienne Saint-Barthélemy de Manhattan écouter des oratorios et des récitals de Leopold Stokowski aux grandes orgues.
En 1908, alors qu'elle en dernière année de sa scolarité primaire, elle se rend au Metropolitan Opera House pour assister aux prestations de la danseuse Isadora Duncan, accompagnée par son orchestre sous la direction de Walter Damrosch qui lui laisse une souvenir autant mémorable qu'impérissable.

##### Scolarité secondaire
Après l'école primaire, le 5 février 1909, Dorothea Lange entre à la Wadleigh High School for Girls (en) située dans le quartier de l'Upper West Side. Elle n'apprécie pas l'établissement ou plutôt les élèves, des jeunes filles issues de la haute bourgeoisie. Mais grâce à des enseignantes elle découvre la poésie contemporaine, des classiques de la littérature anglaise Marlowe et Shakespeare, puis les sciences physiques. Elle s'y fait peu d'amies, sauf Florence Ahlstrom, alias "Fronzie" qui elle aussi y est élève. Elles se promènent dans Central Park, vont à des concerts, visiter des musées comme le musée américain d'histoire naturelle, le Metropolitan Museum of Art, l'Art Students League of New York ou au théâtre écouter Sarah Bernhardt. Lorsqu'en juin 1913, alors qu'elle vient tout juste de recevoir son diplôme de fin d'études secondaires, sa mère lui demande que veux-tu faire, elle lui répond « je veux être photographe »,,,,,.

##### Études universitaires
En 1913, sa grand-mère Sophie Lange meurt. C'est le moment pour sa mère Johanna Lange de prendre un nouveau départ. En 1914, grâce à l'appui du maire de Jersey City Frank Hague elle travaille pour l'un des premiers tribunaux pour enfants du New Jersey en tant qu'enquêtrice sociale,.
En 1914, Johanna Lange soucieuse que sa fille puisse mener une vie indépendante, lui enjoint de suivre des études universitaires au Barnard College pour qu'elle devienne enseignante, l'un des rares métiers que les femmes pouvaient exercer à l'époque. Les cours donnés au Barnard College ne lui convenant pas, Dorothea Lange et son amie "Fronzie" préfèrent s'inscrire à la Brooklyn Training School for Teachers (en), tout en sachant qu'elle n'a nulle envie de devenir enseignante, mais elle ne peut dire à sa mère qu'elle a pour projet de devenir photographe professionnelle,,.

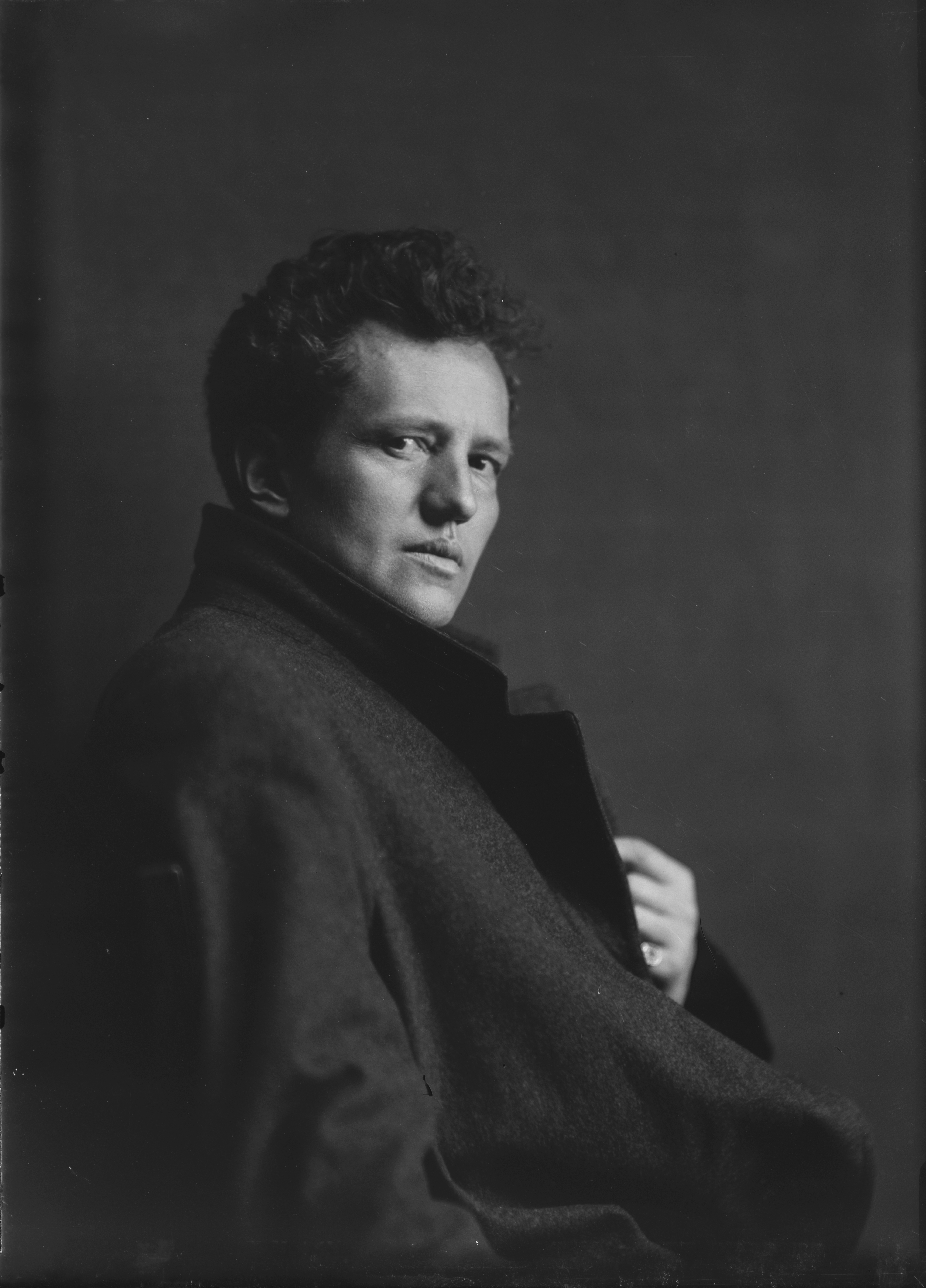
Autoportrait d'Arnold Genthe pris en 1900.

#### Les années d'apprentissage du métier de photographe
Pendant ses études à la Brooklyn Training School for Teachers qui finiront en 1917, elle suit des cours de photographie auprès de l'université Columbia de New York, cours dispensés par le pictorialiste Clarence Hudson White (en),,.
De 1914 à 1917, elle travaille chez des studios de photographes dont celui de Arnold Genthe qui l'embauche comme technicienne de laboratoire et réceptionniste,.
Arnold Genthe est connu pour ses photographies des plusieurs présidents des États-Unis, comme  Theodore Roosevelt, William Howard Taft, Woodrow Wilson ou des artistes comme Ralph Albert Blakelock, les poètes et dramaturges Edna St. Vincent Millay, John Galsworthy, des comédiens tels que Sarah Bernhard, Eleonora Duse, Ann Sothern, Mary Pickford, Greta Garbo, Eva Le Gallienne, John Barrymore, la chanteuse Nellie Melba, le pianiste Ignacy Paderewski,,,.
Puis, lors du dernier semestre 1917 elle travaille comme retoucheuse et réceptionniste pour le photographe Aram Kazanjian, les maisons d'éditions font souvent appel à lui pour illustrer les frontispices des ouvrages biographiques ou autobiographiques ; comme  Arnold Genthe il a photographié les vedettes de Broadway comme la famille Barrymore, le chanteur d'opéra Enrico Caruso, et autres personnalités,.

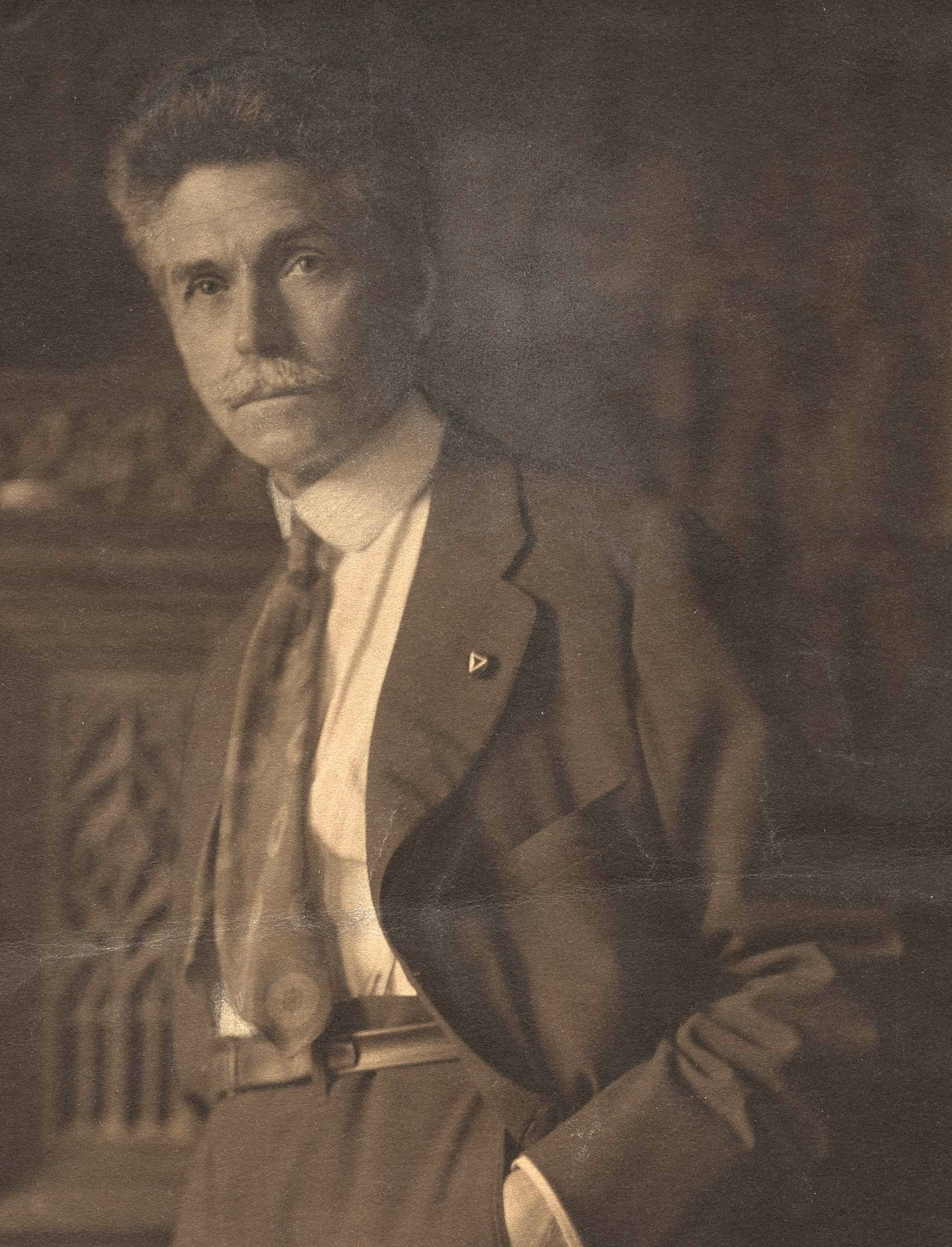
Photographie de Charles Harold Davis.

Pour diversifier ses pratiques de photographe, Dorothea Lange travaille pour le studio de l'épouse d'Alfred Chester Beatty, de la Cinquième Avenue . Quand la famille d'Irving Brokaw (en) sollicite le studio pour prendre des clichés des différents membres de la famille, c'est Dorothea Lange qui y est envoyée pour faire le travail. Après cela, elle est envoyée pour prendre des clichés de Herbert Beerbohm Tree lors d'une de ses tournées aux États-Unis,.
L'un de ses derniers mentors est le peintre et photographe Charles Harold Davis, qui lui apprend  comment faire poser un modèle. C'est grâce ces diverses expérience de photographe que Dorothea Lange a pu selon ses dires acquérir son propre style de photographe.

#### La photographie comme art

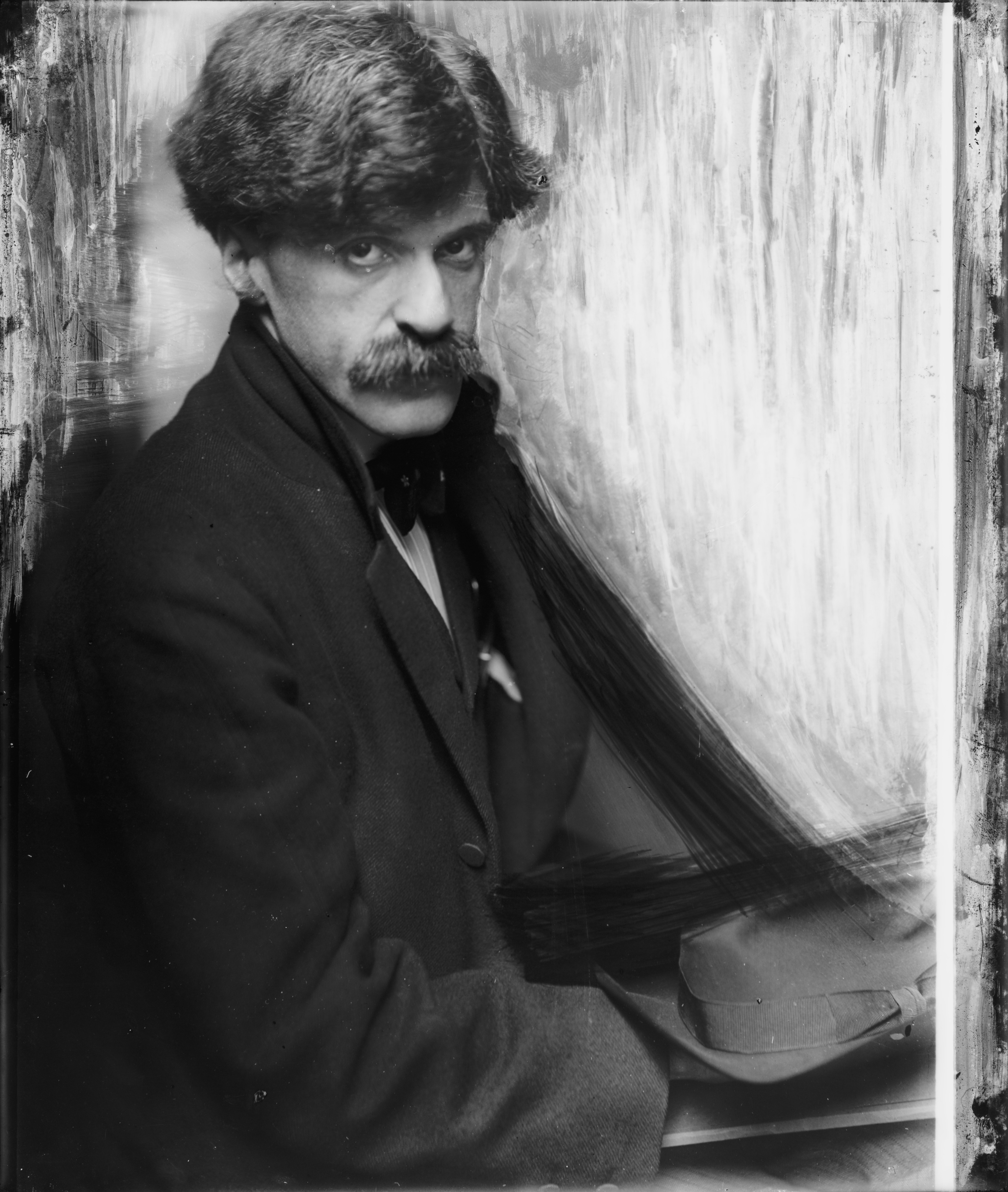
Alfred Stieglitz photographié en 1902.

Plusieurs photographes américains se battent pour faire reconnaître la photographie comme un art, pour cela une cinquantaine d'entre eux dont  Alfred Stieglitz, Edward Steichen, Gertrude Käsebier et Clarence Hudson White (en) fondent le mouvement dit de la Photo-Secession, mouvement annonciateur du pictorialisme. Alfred Stieglitz fait connaître ce mouvement par des articles au sein de la revue Camera Work et en organisant des expositions dans plusieurs galeries dont celle de 1910 à l'Albright Art Gallery de Buffalo, dans l'État de New York. La réception par les critiques est bonne le pictorialisme s'impose, un nouveau visage du pictorialisme apparaît avec Paul Strand qui influencera Dorothea Lange.

### Le périple vers San Francisco
À la fin de l'année 1917, Dorothea Lange pense qu'elle est prête pour voler de ses propres ailes et quitte pour la première fois de sa vie le foyer familial, elle achète un appareil photo et en janvier 1918, accompagnée par son amie Fronzie, elle embarque pour La Nouvelle Orléans où elles prennent le train en direction du Texas, du Nouveau Mexique pour finalement atteindre la Californie  à la mi-mai,,,.

#### Les Bohemians

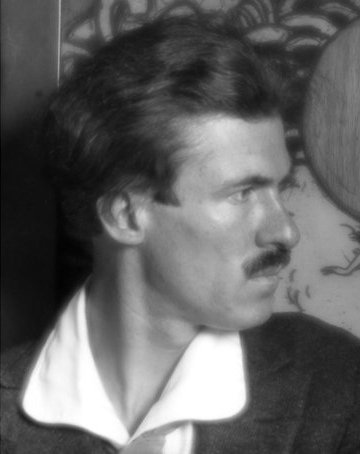
Photographie de Roi Partridge prise en 1915.

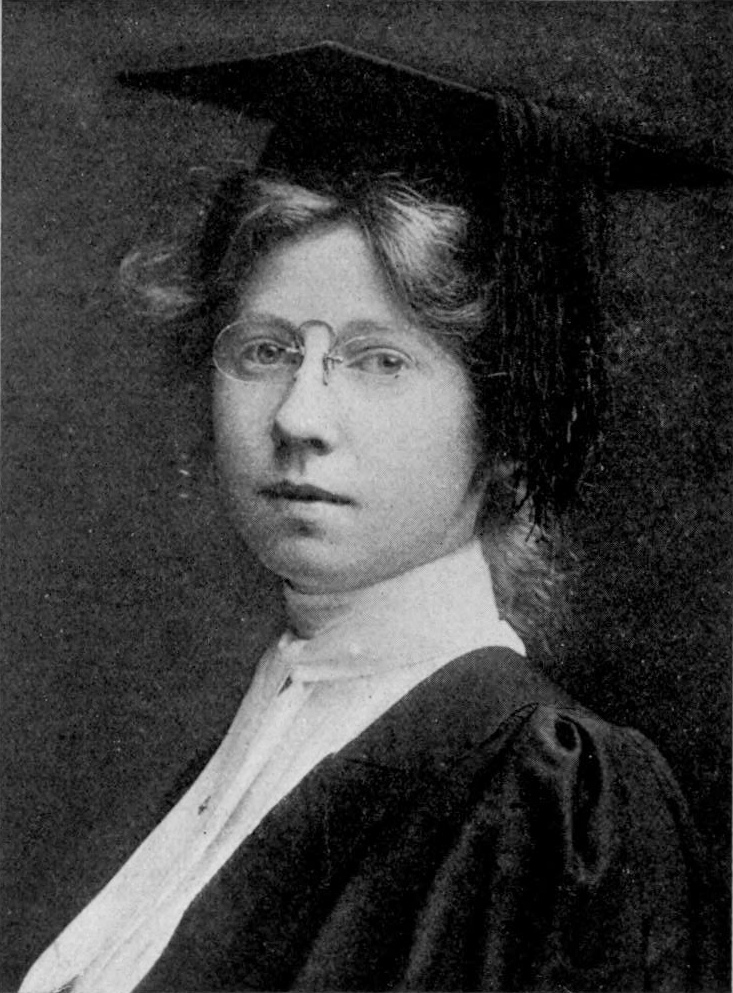
Portrait photographique de Imogen Cunningham

Lors de leur arrivée à San Francisco, elles logent dans un foyer géré par la Young Women's Christian Association (YWCA), là elles se font voler leurs économies, n'ayant plus en poche que 4 $, ne pouvant pas payer leur séjour elles se rendent à la Mary Elizabeth Inn, un foyer géré par l'église épiscopalienne à destination des femmes qui travaillent et sont sans-abri. Dès le lendemain de leur arrivée, Fronzie est recrutée par la Western Union pour l'envoi de télégrammes à leur destinataires, de son côté, Dorothea Lange est embauchée par une boutique de développement de clichés photographique, parmi ses clients réguliers il y a Roi Partridge (en) un graveur auprès de l'agence de publicité Foster & Kleiser (en). Roi Partridge et son épouse Imogen Cunningham deviennent ses amis proches, ils introduisent Dorothea Lange auprès du milieu artistique de San Francisco,.
Dorothea Lange s'inscrit au San Francisco Camera Club où elle se lie avec d'autres photographes comme Lou Tyler qui deviendra son assistant, Consuelo Kanaga, ainsi que le réalisateur Sidney Franklin.
Elle devient également membre du groupe dit des "Bohemians", change sa manière de s'habiller, porte des jupes fluides, des foulards, des bijoux en argent et se coiffe d'un béret.,,.
Lorsque sa mère divorce en 1919, Dorothea peut changer officiellement son nom de Nutzhorn en Lange,,.

#### Ouverture de son studio
Sidney Franklin se met d'accord avec Dorothea Lange pour mettre à sa disposition à titre gracieux un appartement au 540 Sutter Street et un autre proche, l'Irlandais Jack Boumphrey, lui fait un prêt de 3 000 $, ce qui lui permet d'ouvrir son propre studio,,,,.
La plupart de ses clients sont de riches sponsors d'artistes appartenant au groupe des "Bohemians" et des membres des grandes familles de San Francisco. Régulièrement, elle sort de son studio pour se rendre à la région de la baie de San Francisco, prendre des clichés sur le vif ,.

#### Imogen Cunningham et Dorothea Lange

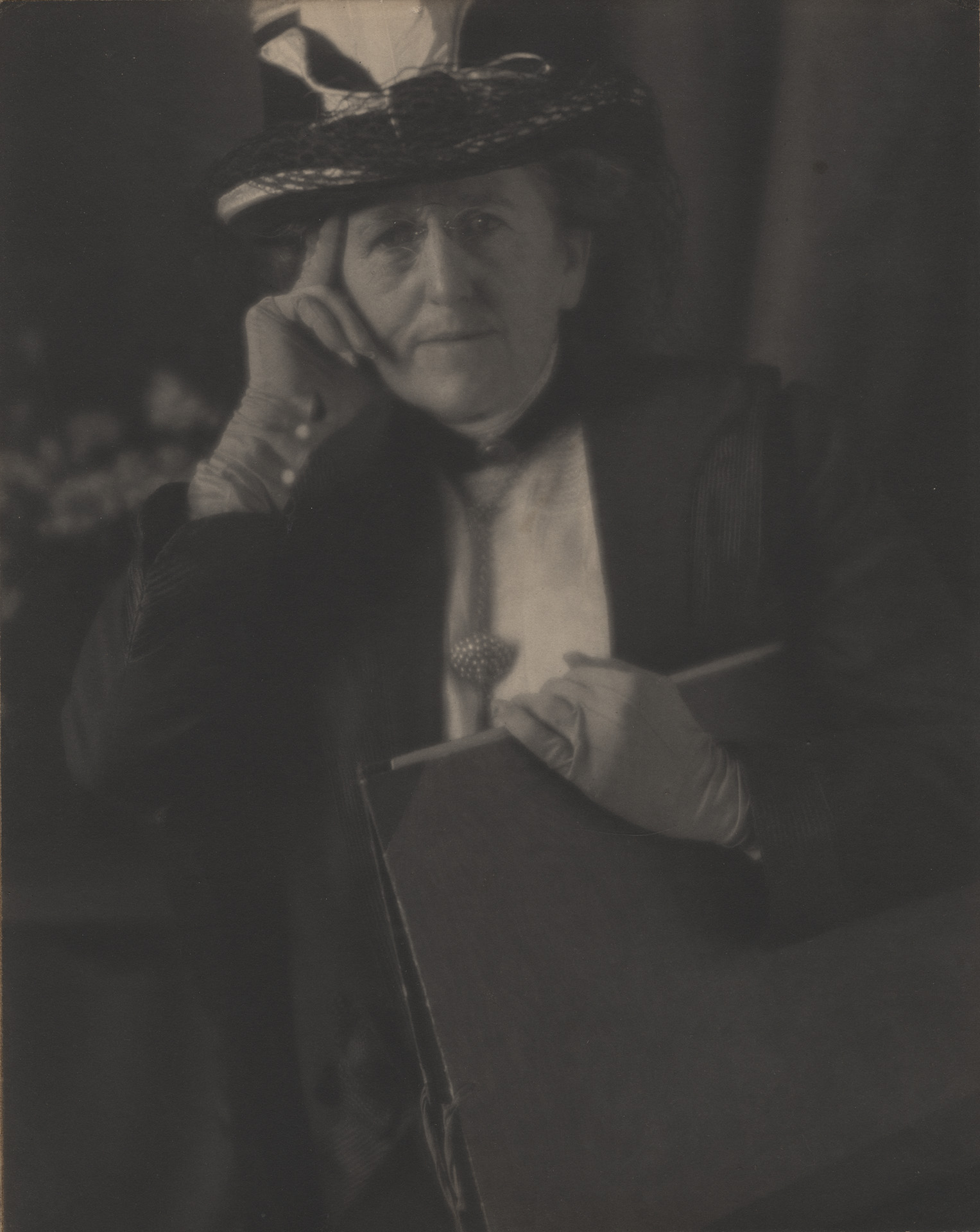
Cliché de Gertrude Käsebier pris en 1905.

Imogen Cunningham tout comme Dorothea Lange est influencée par le style de la photographe Gertrude Käsebier. Quand elle commence son activité de photographe elle réalise des portraits en son studio de Seattle, le plus connu est celui de la romancière Elizabeth Williams Champney, l'auteure de Three Vassar Girls Abroad, portrait pleine d'élégance qui contraste avec le portrait d'Adele Raas réalisé par Dorothea Lange en 1927, mettant en valeur l'expression de sa vie intérieure.
Quand elle emménage à San Francisco, elle change complètement de style, comme la série de clichés qu'elle a faite de ses amis photographes Edward Weston et Margrethe Mather (en), séries par lesquelles elle tente de révéler leur subjectivité, style se rapprochant de celui de Dorothea Lange. Elles entament de multiples conversations sur le sujet, mais il demeure que le style de Dorothea Lange est bien plus intimiste, ses portraits sont centrés sur le visage de la personne photographiée sans aucun décor.

#### L'essor du photojournalisme

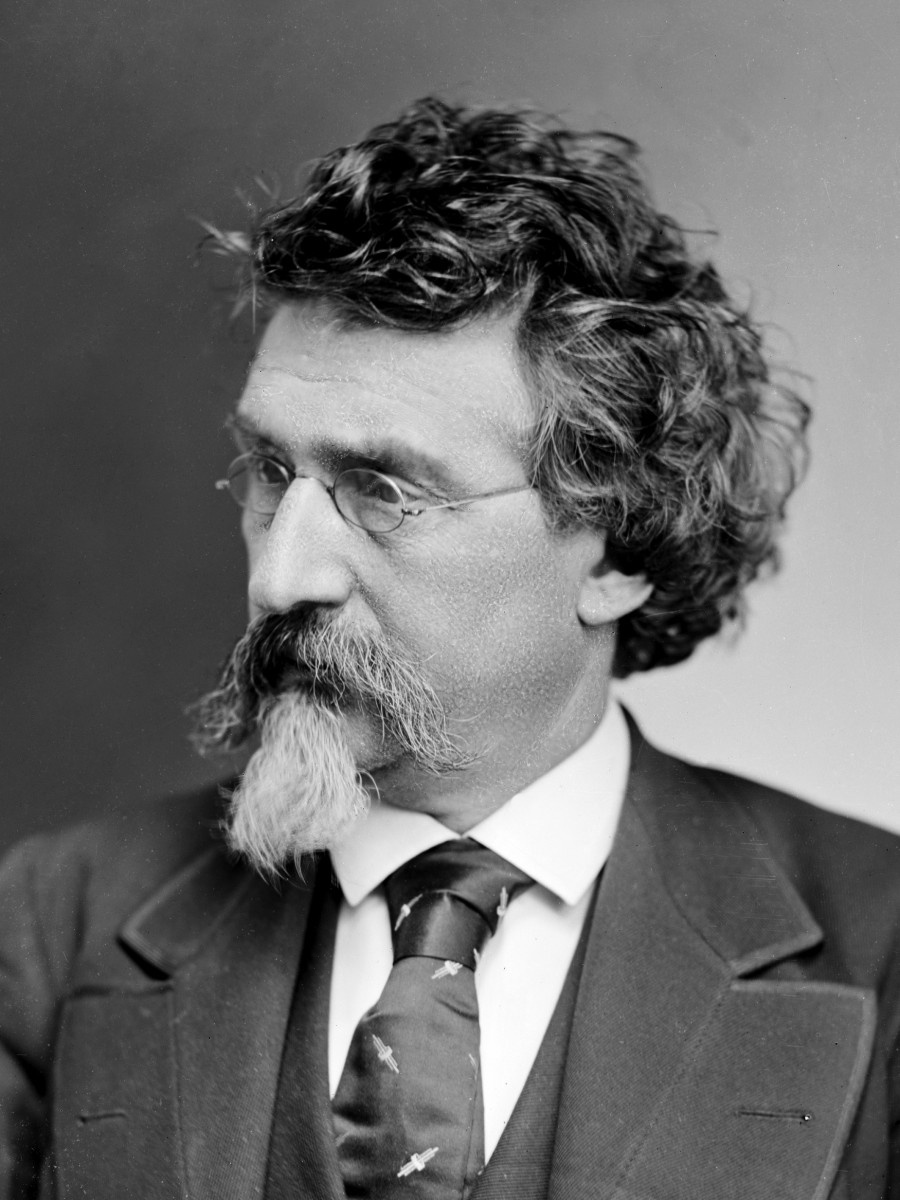
Portrait de Mathew Brady réalisé en 1875

C'est durant la guerre de Sécession qu'apparait aux États-Unis avec Mathew Brady l'utilisation des appareils photos pour illustrer des évènements, tels que des batailles, des villes incendiées, bombardées, la vie des militaires. Mathew Brady ne disait-il pas « l'appareil photo est l'œil de l'histoire ». Dès 1851, au Royaume-Uni les photographies sont utilisées pour illustrer des enquêtes sociales notamment au sein des quartiers pauvres. En France, l'œuvre d'Eugène Atget est diffusé aux États-Unis par Berenice Abbott , il s'agit de plusieurs albums qui sont autant de documentaire photographique sur la vie quotidienne des parisiens, les places et monuments de Paris menacés de démolition.
L'un des premiers photographes américains à utiliser la photo pour illustrer les conditions sociales est Jacob Riis qui a photographié les taudis et autres bas-fonds de New York. La bélinographie n'existant pas encore, ses clichés sont dessinés pour être publiés dans les colonnes du New York Sun. L'ensemble de ses photographies et dessins sont publiés en 1890 sous le titre de How the Other Half Lives.
Il y a aussi Arnold Genthe qui a photographié Chinatown, le quartier chinois de San Francisco et les quartiers de San Francisco dévastés et incendiés après le séisme de 1906.
Enfin, il y a le photographe et sociologue Lewis Hine, qui a travaillé pour le National Child Labor Committee (en) puis pour la Croix-Rouge américaine ; le style de ses documentaires photographiques ont eu une influence majeure sur ses collègues à partir des années 1930.

##### Les dévoiements de la photo?
Dès l'année 1900, les photos sont utilisés par la presse à scandales, notamment l'Illustrated Daily News (en) qui paraît à partir de 1919, suivi en 1924 par le lancement du New York Daily Mirror (en) et du The Daily Graphic. Cette montée des tabloïds suscite des débats chez les photographes de presse ! La photographie serait-elle vouée au sensationnalisme ? crainte partagée aussi bien par les photographes, les journalistes que par les maisons d'éditions. Les patrons de presse faisant partie de l'Associated Press tiennent une convention en 1935 pour établir un usage commun quant à la publication des photos et de leur pertinence. Voulant rester fidèles à l'esprit des premiers journaux et revues qui ont utilisé la photographie comme le McClure's Magazine qui lors du lancement en 1893, de son premier numéro, celui-ci présente des photos illustrant la vie de personnalités. Le procédé de l'héliogravure suivi du bélinographe facilitent la diffusion à grande échelle des photographies par la presse.
Durant les années 1920, la presse allemande publie des photos sensationnalistes à leur une, hors des articles concernés réalisés par des photographes tels Felix H. Man (en), Erich Salomon au sein de magazines tels que le Münchner Illustrierte Presse (de) et le Berliner Illustrirte Zeitung dont le patron Stefan Lorant (en) dit qu'il est à la tête du meilleur magazine illustré. En 1934, ce dernier et Felix H. Man, obligés de fuir l'Allemagne nazie, se refugient au Royaume-Uni où ils fondent le Weekly Illustrated (en) ; plusieurs de leurs collaborateurs tels que Alfred Eisenstaedt et Martin Munkácsi partent pour les États-Unis participer au lancement du magazine Life, suivront les magazines Vanity Fair et Fortune. L'ère du photojournalisme s'impose pour le meilleur comme pour le pire.

##### L'essor des magazines illustrés aux Etats-Unis
En novembre 1936, le magazine Life se vend à 380 000 exemplaires pour atteindre les 1 200 000 exemplaires en 1937, suivi par Look, Foto, Click magazine, Scoop Magazine, Peek Magazine . Cette presse publie des scènes de crimes, de guerre et autres événements tant morbides que macabres. Le meilleur photographe est celui qui photographie un scoop, une image qui booste les ventes, en dehors de toute qualité professionnelle.

##### Se démarquer, un nouveau style
C'est dans ce contexte que Dorothea Lange doit se démarquer, elle se méfie du terme de photojournalisme, trop ambigu, aussi avec son ami Beaumont Newhall, elle cherche un nouveau terme pour finalement garder celui de documentaire. Dorothea Lange, Beaumont Newhall , Roy Stryker et autres tiennent à ce que leurs travail de photographes soit qualifiés de "documentaires", style qui les différencie du photojournalisme.

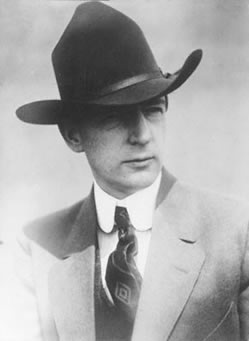
Photographie du peintre Maynard Dixon.

#### Maynard Dixon
Six mois après l'ouverture de son studio, Dorothea Lange  reçoit une personne aux allures de cowboy coiffé d'un stetson, il s'agit de Maynard Dixon né en 1875, à Fresno dans l'État de la Californie. Dès ses 16 ans, il illustre des livres de western dans la tradition de Frederic Remington. En 1893, il s'installe à San Francisco, ses peintures sont régulièrement publiées par le magazine Overland Monthly, puis il est embauché par le The San Francisco Call dans le staff des illustrateurs. En 1895, il rejoint le The San Francisco Examiner fondé par George Hearst, il y fait la connaissance de Jack London, Frank Norris, Edwin Markham et Ambrose Bierce. Il fait de nombreux voyages dans l'ouest, le parcourant du Nouveau Mexique à l'Oregon où il noue des amitiés au sein des Hopis et des Navajos qui deviennent des sujets de ses dessins et peintures qui sont publiées  en dehors du The San Francisco Call par le Harper's Weekly, le McClure's Magazine, le Scribner's Magazine et le Sunset Magazine. Il est membre du groupe dit des "Bohemians",,,,.
En 1905, il épouse Lillian Tobey diplômée de la California College of the Arts, ils ont une enfant, Constance, née en 1910. L'alcoolisme de Lillian Tobey, cette addiction perturbe fortement Maynard Dixon qui entre dans une dépression nerveuse, le couple divorce en 1917. Après le divorce il est embauché par l'agence de publicité Foster & Kleiser (en). C'est alors qu'il fait la connaissance de Dorothea Lange.

##### Mariage et vie de famille difficile
Dorothea Lange annonce à son amie Imogen Cunningham qu'elle a décidé de l'épouser, malgré les réticences Imogen Cunningham « Il est trop âgé ! ». Passant outre, la cérémonie de mariage a lieu le 21 mars 1920, avec Fronzie comme demoiselle d'honneur et Roi Partridge comme maitre de cérémonie ; Dorothea Lange vient de fêter ses 25 ans alors que Maynard Dixon a 45 ans,,,,.
Pour Maynard Dixon n'a jamais fait preuve de sentiments paternels notamment envers sa fille Constance, âgée de 10 ans surnommée "Consie" qu'il emmène avec eux durant leur lune de miel qui dure 4 jours. De retour, ils emménagent à Russian Hill, quartier résidentiel de San Francisco. Maynard Dixon laisse Dorothea Lange se débrouiller avec "Consie", elle sans être préparée à cette situation, elle qui n'avait pour seul centre d'intérêt que la photographie, la relation devient parfois tendue, voire conflictuelle, finalement elle est envoyée chez des amis dont la fille a le même âge que Consie,,.
Maynard Dixon, travaille dans son atelier situé dans le quartier du Montgomery Block (en), il gagne sa vie par des commandes pour des peintures murales et diverses toiles.

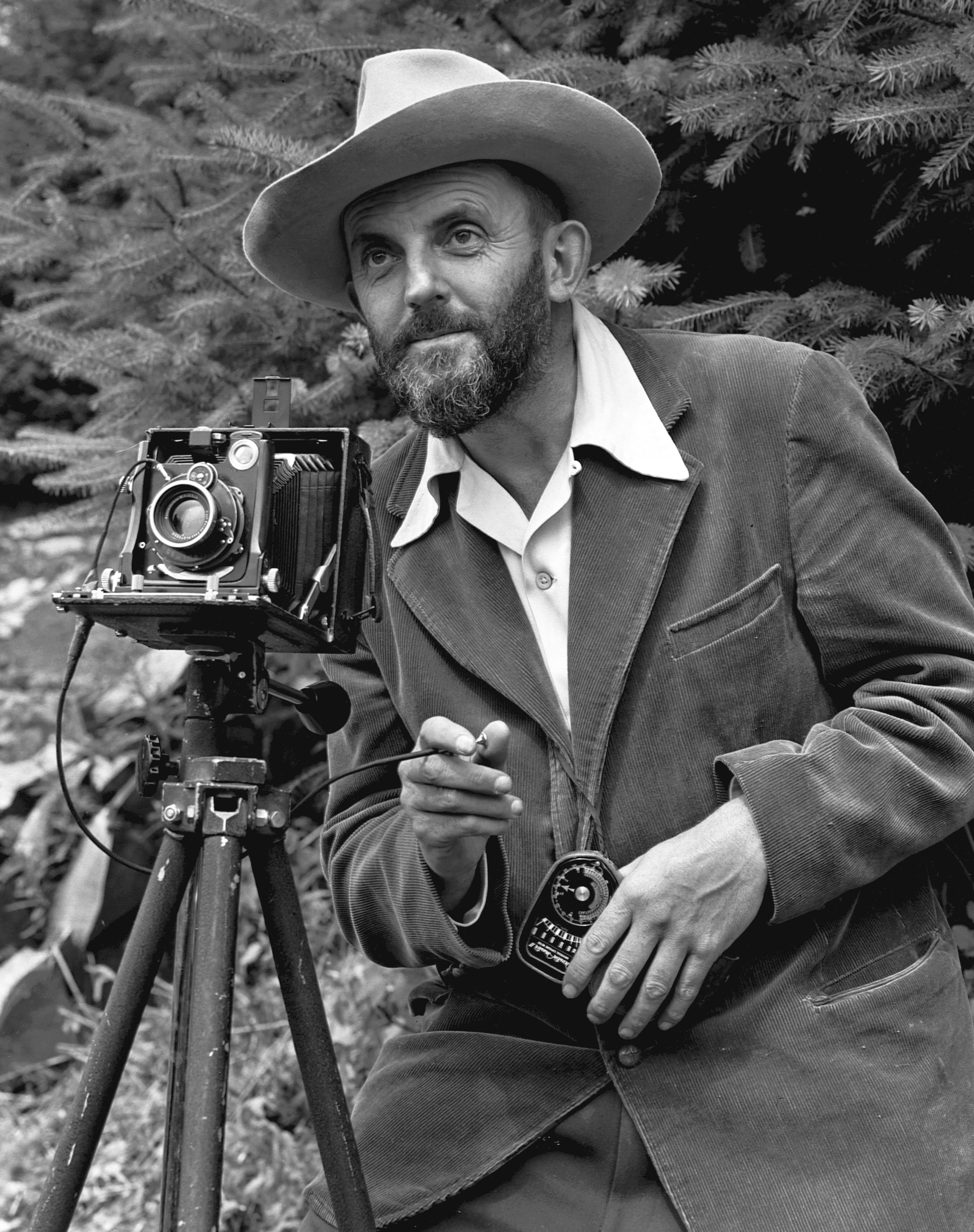
Portrait photographique de Ansel Adams.

Le cercle des amis de Dorothea Lange et Maynard Dixon s'élargit en plus d'Imogen Cunningham et de Roi Partridge y figurent Edward Borein (en), Ralph Stackpole, Gottardo Piazzoni (en), Gertrude Partington Albright (en), George Sterling (en), Charles Duncan (artist) (en), Fremont Older, Sara Bard Field, Lucien Labaudt, Timothy L. Pflueger (en), Albert Bender, Ce dernier est le premier à avoir vu dans les clichés de Dorothea Lange des œuvres artistiques et à les collectionner. Lors d'une visite, il lui fait rencontrer Ansel Adams qui l'a auparavant couverte d'éloges.
En 1921, elle accompagne Maynard Dixon dans ses expéditions à travers la Sierra Nevada, l'Arizona et le Nouveau Mexique à la recherche de nouveaux croquis, ce qui lui donne l'occasion de photographier des Hopis et des Pueblos,,.
En 1922, Maynard Dixon et Dorothea Lange se rendent dans une réserve Navajo, pendant leur séjour ils vivent dans un comptoir commercial  à Kayenta, puis ils se rendent à Red Lake, ils font une halte à Tuba City pour visiter une école pour les amérindiens, c'est la première expérience que fait Dorothea Lange de la maltraitance infligées à des enfants amérindiens. Ensuite ils se rendent à Monument Valley et s'attardent sur la Mesa Verde. Dorothea Lange prend de nombreux clichés pendant que de son côté Maynard Dixon réalise de nombreuses peintures qui seront exposées en février1923 à la Macbeth Gallery (en) de New York. Les critiques sont favorables, voire élogieuses ce qui permet à Maynard Dixon de faire des expositions à Philadelphie, Pittsburgh, Cleveland, Cincinnati et à la Corcoran Gallery of Art de Washington (district de Columbia). Lui et Dorothea Lange sont invités par la richissime Anita Baldwin la fille de Lucky Baldwin (en), collectionneuse des tableaux de Maynard Dixon, pour qu'elle se puisse se joindre à eux pour une randonnée à travers les territoires des Hopi et et de Navajos,.
Le 15 mai 1925, nait leur premier enfants Daniel Rhodes Dixon suivi par la naissance de John Eaglefeather Dixon le 12 juin 1928. L'arrivée de ces enfants rendent la vie de Dorothea Lange quelque peu compliquée, d'autant plus que Maynard Dixon se décharge de toute responsabilité, ce qui l'insupporte. Régulièrement des conflits surgissent, Dorothea Lange  se sentant prise au piège, ne pouvant plus se vouer à la photographie,.

### La Grande Dépression
Le krach du 24 octobre 1929 annonciateur de la Grande Dépression de 1929 affecte le couple Dixon-Lange, leurs clients même ceux issus de la grande bourgeoisie ne viennent plus se faire photographier, ne commandent plus de tableaux, situation qui ne fait qu'empirer le climat conflictuel du couple,.
En 1930, Maynard Dixon quitte sa famille pour se rendre aux Monts Tehachapi y faire quelques peintures, espérant qu'à son retour il obtiendrait une commande de peinture murale venant de la San Francisco Stock Exchange en vain.
De son côté, Dorothea Lange est obligée de confier leurs fils à des membres de la famille à Watsonville.

#### Séjour à Taos

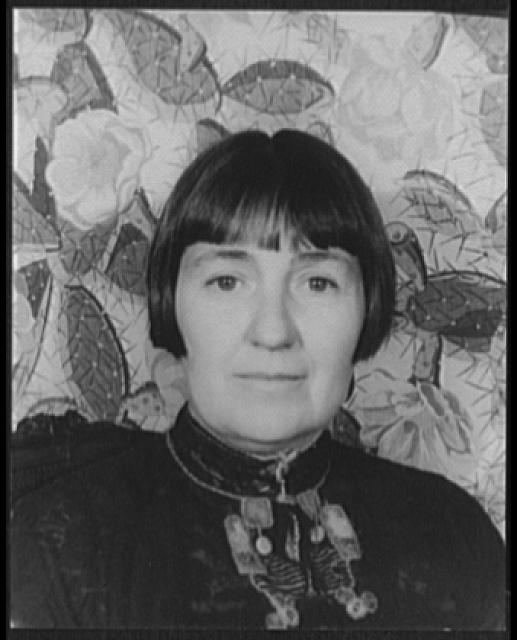
Portrait de Mabel Dodge Luhan.

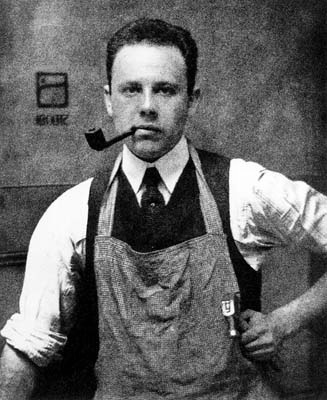
Paul Strand photographié par Alfred Stieglitz.

Constance, âgée de 21 ans, qui travaillait comme journaliste The San Francisco Examiner est au chômage et doit rejoindre le couple Dixon-Lange. Un des amis du couple lui demande si elle veut bien l'accompagner à la Colonie artistique de Taos (en) (dans l'État du Nouveau Mexique) pour dactylographier une autobiographie de Mabel Dodge Luhan. Elle envoie également des lettres au couple Dixon-Lange, décrivant la beauté de la ville de Taos, ils décident de s'y rendre et achètent une Ford T d'occasion. Arrivés sur place, ils louent une maison en brique. Dorothea Lange y rencontre Paul Strand, c'est le début d'une longue amitié, l'un des thèmes de leurs conversations est quelle différence y-a-t-il entre les hommes et les femmes dans le monde artistique ? Ce à quoi Paul Strand est bien incapable de répondre, il n'en voit aucune,,.

#### Retour à San Francisco
Après l'hiver 1931-1932, le couple Dixon-Lange retourne à San Francisco. Pour faire des économies, Dorothea Lange loge dans son studio de la Montgomery Street, et Maynard Dixon dans un appartement proche, lui aussi sur la  Montgomery Street, pendant que leurs enfants sont envoyés en pensionnat, c'est le début de la dégradation de leur couple,.

##### The White Angel
En 1932, entre deux clients, Dorothea Lange observe par la fenêtre d'angle de son studio le défilé des sans-abris, aux visages faméliques, hébétés, traversant les rues de San Francisco ou les files de chômeurs qui attendent pour avoir une portion de soupe populaire,,.
Curieuse, munie de son appareil photo, elle remonte la file pour pour découvrir la personne qui distribue du pain, des bols de soupe et des assiettées de ragoût. Il s'agit d'une veuve Lois Jordan surnommée The White Angel  (l'ange Blanc), elle prend plusieurs photos de Lois Jordan et des personnes qui font la file. Les clichés sont envoyés à divers magazines et quotidiens puis ils sont rassemblés et publiés en 1933 sous le titre White Angel breadline. George P. Elliott (en) estime que c'est par cette publication que Dorothea Lange acquiert une notoriété, qu'elle se démarque des autres photographes,,,,.

##### Le Groupe f/64.
En 1932, Willard van Dyke et Mary Jeanette Edwards fondent le Groupe f/64. plusieurs photographes de San Francisco le rejoignent comme Ansel Adams, Sonya Noskowiak, Imogen Cunningham, John Paul Edwards, Henry Swift, Edward Weston, Alma Lavenson, Preston Holder. Le 15 novembre 1932, le groupe inaugure sa première exposition à la galerie M. H. De Young, la critique étant positive, plusieurs galeries vont exposer les œuvres du Groupe f/64. Dorothea Lange sous les sollicitations de ses amis qui adhèrent à ce groupe, elle y adhère mais le quitte très vite, du fait de ses désaccords avec la conception puriste de la photographie prônée par le groupe,.

### Le New Deal

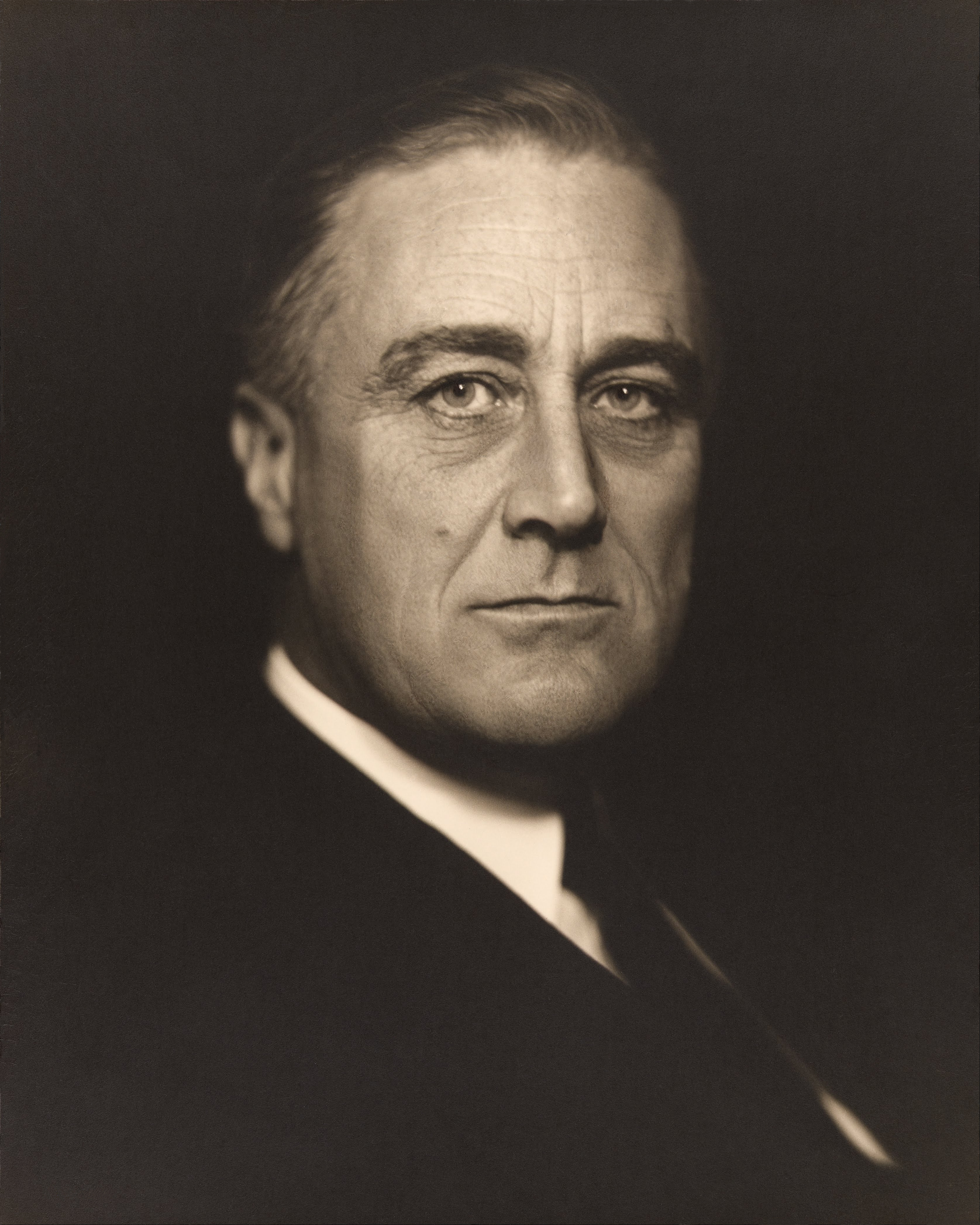
Portrait du président Franklin Delano Roosevelt (1932).

Le 4 mars 1933, Franklin Delano Roosevelt, après sa victoire lors de l'élection présidentielle de novembre 1932 commence à mettre en œuvre son mandat. Conformément à ses engagements il met en œuvre le New Deal entrainant une reprise économique, des embauches et une série de mesures d'aides de l'état. À la fin du mois il établit le Civilian Conservation Corps, qui a pour mission d'engager de grands travaux 250 000 jeunes le rejoignent.
Puis en mai 1933, le Congrès débloque une somme de 500 millions de $ pour financer la Federal Emergency Relief Administration.

#### La Journée internationale des travailleurs de 1933

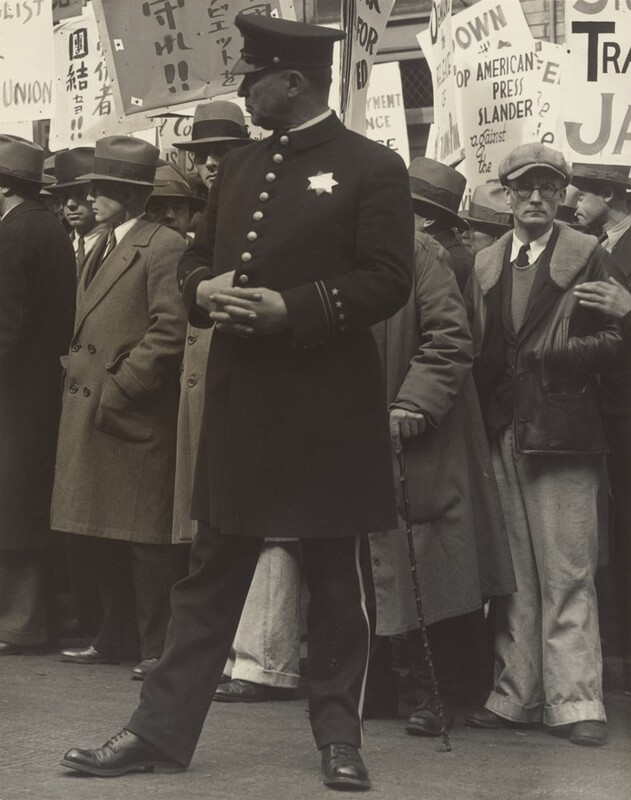
"Street Demonstration, San Francisco" par Dorothea Lange en mai 1933.

Lors de la journée internationale des travailleurs de mai 1933, Dorothea Lange se rend au Civic Center de San Francisco pour photographier les manifestations des sans-emplois. Elle photographie plus particulièrement les slogans des banderoles. parmi ses différents clichés, sa photographie intitulée "Street Demonstration, San Francisco" est devenue un classique de son œuvre, elle est exposée de façon permanente à la National Galery of Art. Ce cliché attire l'attention de membres du Parti communiste des États-Unis d'Amérique, malgré leur insistance, soucieuse de son indépendance, elle refuse d'y adhérer.

#### La grève dite de la West Coast waterfront strike de 1934
Quand vient l'été de 1933, Dorothea Lange et Maynard Dixon roulent vers l'Utah, font une halte au parc national de Zion pour ensuite se rendre dans les villes tenues par les Mormons, notamment Toquerville où malgré la pauvreté les habitants arrivent à être auto-suffisants. Sur le chemon du retour ils s'arrêtent pour admirer les travaux en cours du barrage dit le Boulder Dam. De retour à San Francisco, Dorothea Lange assiste à diverse grèves portuaires des marins et dockers. Ces grèves culminent en mai 1934 lorsque Harry Bridges (en) organise la grève connue sous le nom de la 1934 West Coast waterfront strike (en). Les propriétaires des compagnies maritimes engagent des briseurs de grèves. Les heurts entre les grévistes et les briseurs de grèves sont violents, des centaines de personnes sont blessées. Le 5 juillet 1934, les grèves s'étendant à plusieurs ports de la Californie, le maire de San Francisco envoie la police qui utilise des grenades de désencerclement et des grenades lacrymogènes, les batailles de rues font deux morts, cette journée est célèbre sous le nom de "Bloody Thursday". Le gouverneur de la Californie déclare l'état d'urgence et envoie la garde nationale de la Californie occuper les quais. Dorothea Lange prend plusieurs photos de ces évènements, clichés des piquets de grève, de policiers, de jambes de femme fracturées par coups de matraque,.

#### Le projet Oroville
En 1933, Willard van Dyke organise chez lui, à Oroville, une réunion de photographes pour savoir comment aborder la crise économique. Parmi les photographes présents il y a Imogen Cunningham, Preston Holder, Mary Jeanette Edwards et Dorothea Lange. Est également présent Paul Schuster Taylor, (en), un professeur d'économie à l'université de Californie à Bekerley âgé de 39 ans, connu pour ses articles sur les migrants plus spécialement d'origine mexicaine et sur la pauvreté rurale,, C'est la première rencontre avec Dorothea Lange. Le groupe créent l'Oroville Project
Puis Paul Schuster Taylor invite Dorothea Lange munie d'un Rolleiflex et Imogen Cunningham munie d'un Graflex (en) à l'accompagner visiter l'une des coopératives gérées par des chômeurs afin de subvenir à leurs besoins alimentaires, coopératives où des divers professionnels peuvent échanger la mise à disposition de leurs compétences contre de la nourriture. Paul Schuster Taylor est dans la mouvance de la Jeffersonian democracy (en) pour laquelle la démocratie a pour valeurs fondamentales la vie de famille, l'éducation pour tous et la tenue d'une ferme,.

#### Premières expositions
La première exposition de Dorothea Lange a lieu durant l'été 1934 à Oakland dans la galerie de Willard Van Dyke,,,.
Quand Paul Schuster Taylor (en), visite l'exposition, immédiatement il lui téléphone pour savoir si elle serait d'accord pour utiliser un des clichés sur la grève de 1933 pour illustrer un article qu'il est en train d'écrire. Elle est d'accord, sa photographie est publiée en tête de l'article titré "Workers Unit" et reçoit une somme de 15 $ il est bien spécifié que la photo est la propriété de Dorothea Lange,.
En décembre 1934, Dorothea Lange tient une seconde exposition dans une galerie de la Vallejo Street à San Francisco. Ansel Adams déclare au sujet des photos exposées « Dorothea Lange montre qu'elle est à la fois une humaniste et une artiste. Les clichés des gens photographiés, selon une perception bien spécifique, provoquent un impact sur le public ».

#### La California State Relief Administration
En 1935, la California State Relief Administration (en) qui vient d'être créée fait appel à Paul S. Taylor comme consultant, pour élaborer des études sur la pauvreté et le chômage en Californie, il accepte mais en posant une condition, il a besoin d'un photographe et impose Dorothea Lange pour l'accompagner. Pendant que Paul Schuster Taylor interviewe les gens, Dorothea Lange les photographie. Ils commencent par la ville de El Cerrito, puis ils se rendent à Nipomo et parcourent l'Imperial Valley. Le long des routes ils croisent un flot continu de migrants désemparés, à la dérive, en errance. Ces dizaines de milliers de migrants sont des journaliers sous payés, des Mexicains, Chinois, Japonais, Indiens, Philippins récemment arrivés sur le territoire américain, mais aussi de nombreux Américains originaires de l'Oklahoma, du Texas, du Missouri et de l'Arkansas, tous ruinés par une série de tempêtes de sable, de périodes de sécheresse frappant les fermes du Dakota à l'Oklahoma puis celles des Grandes Plaines. Chaque année 350 000 fermiers prennent la route vers la Californie, cela de 1934 à 1939,,.
Paul Schuster Taylor et Dorothea Lange finalisent leur rapport et l'envoient à la California State Relief Administration (SERA) qui le transmet à la Federal Emergency Relief Administration (FERA). Le rapport préconise entre autres la construction de camps de réfugiés dignes de ce nom et cela dans les plus brefs délais. La FERA débloque un budget de 20 000 $ à destination de la SERA pour la construction de deux premiers camps d'urgence, l'un à Marysville et l'autre à Arvin, ils sont dotés de toilettes, de douches avec débit d'eau chaude, de poêles, d'un bureau pour le gestionnaire et un bâtiment pour les assemblées. Ils obtiennent le soutien de l'American Civil Liberties Union, ACLU) en cas de refus de la construction de ces camps,.

Galerie de quelques photos prises entre 1935 et 1936.
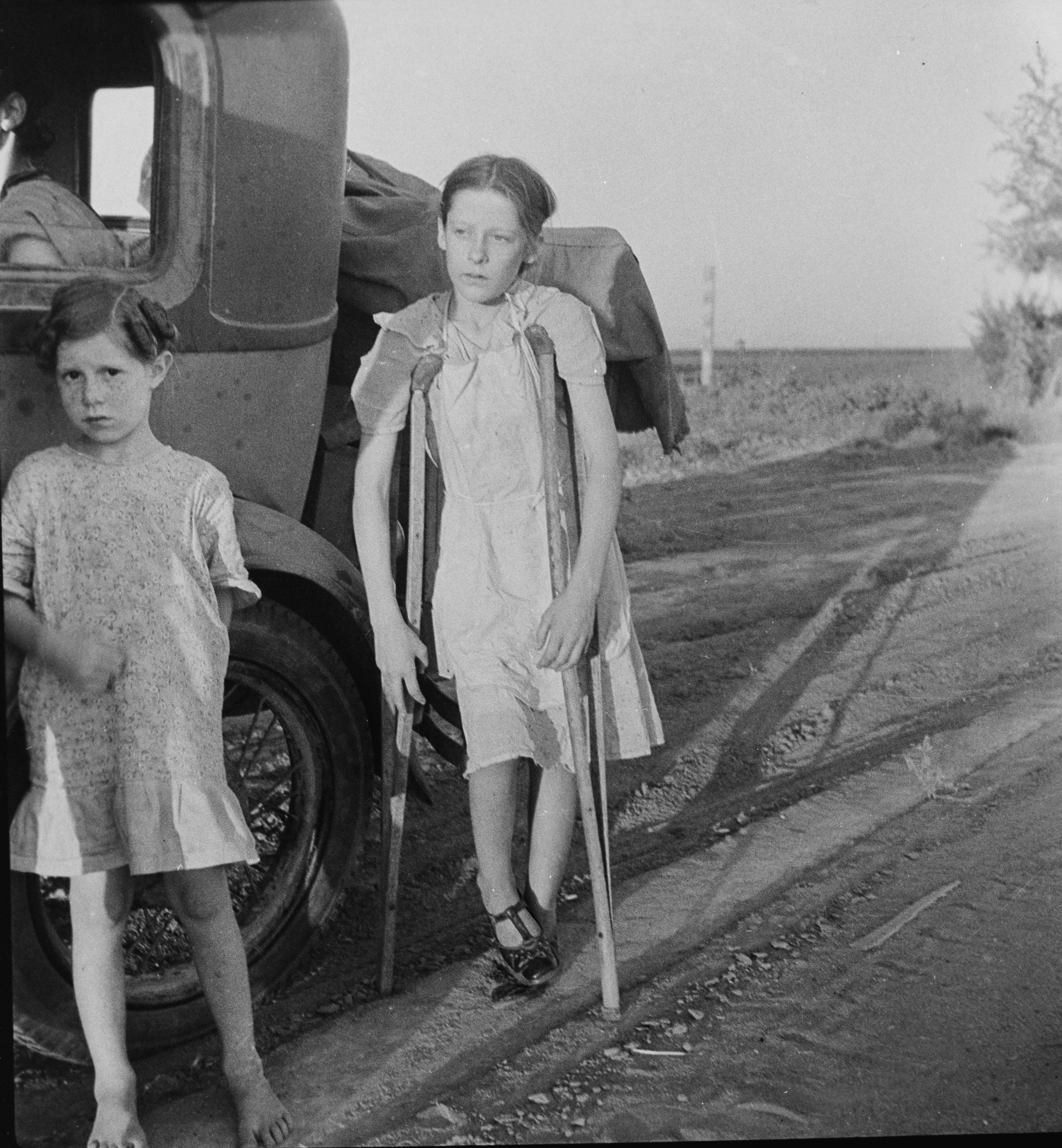
Enfants de réfugiés de la sécheresse de l'Oklahoma sur l'autoroute près de Bakersfield. Famille de six personnes ; pas d'abri, pas de nourriture, pas d'argent et presque pas d'essence. L'enfant a une tuberculose osseuse. Juin 1935.
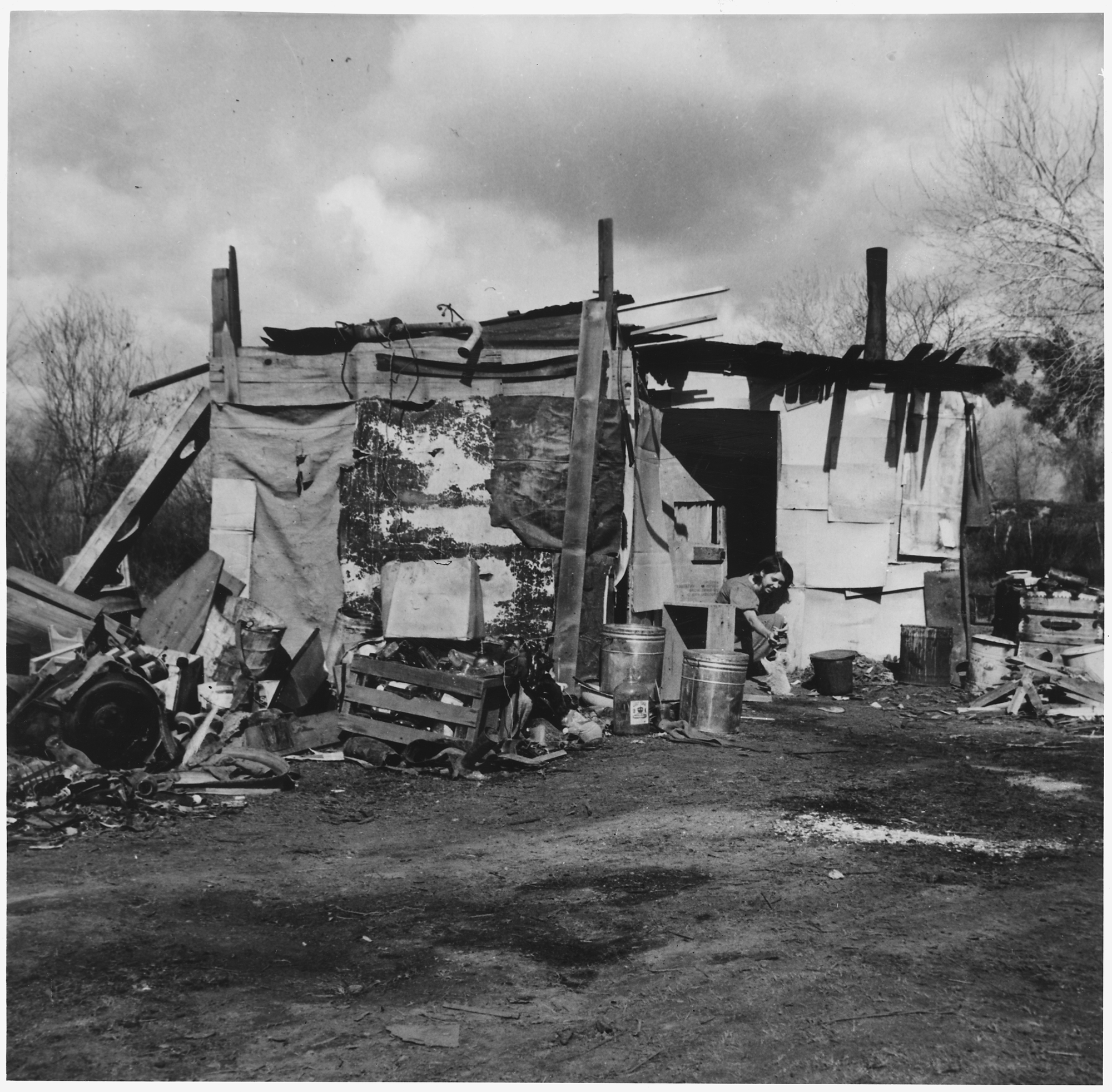
Baraque de fortune construite à Bakersfield (Californie) par des réfugiés venant de l'Arkansas 1935 ou 1936.
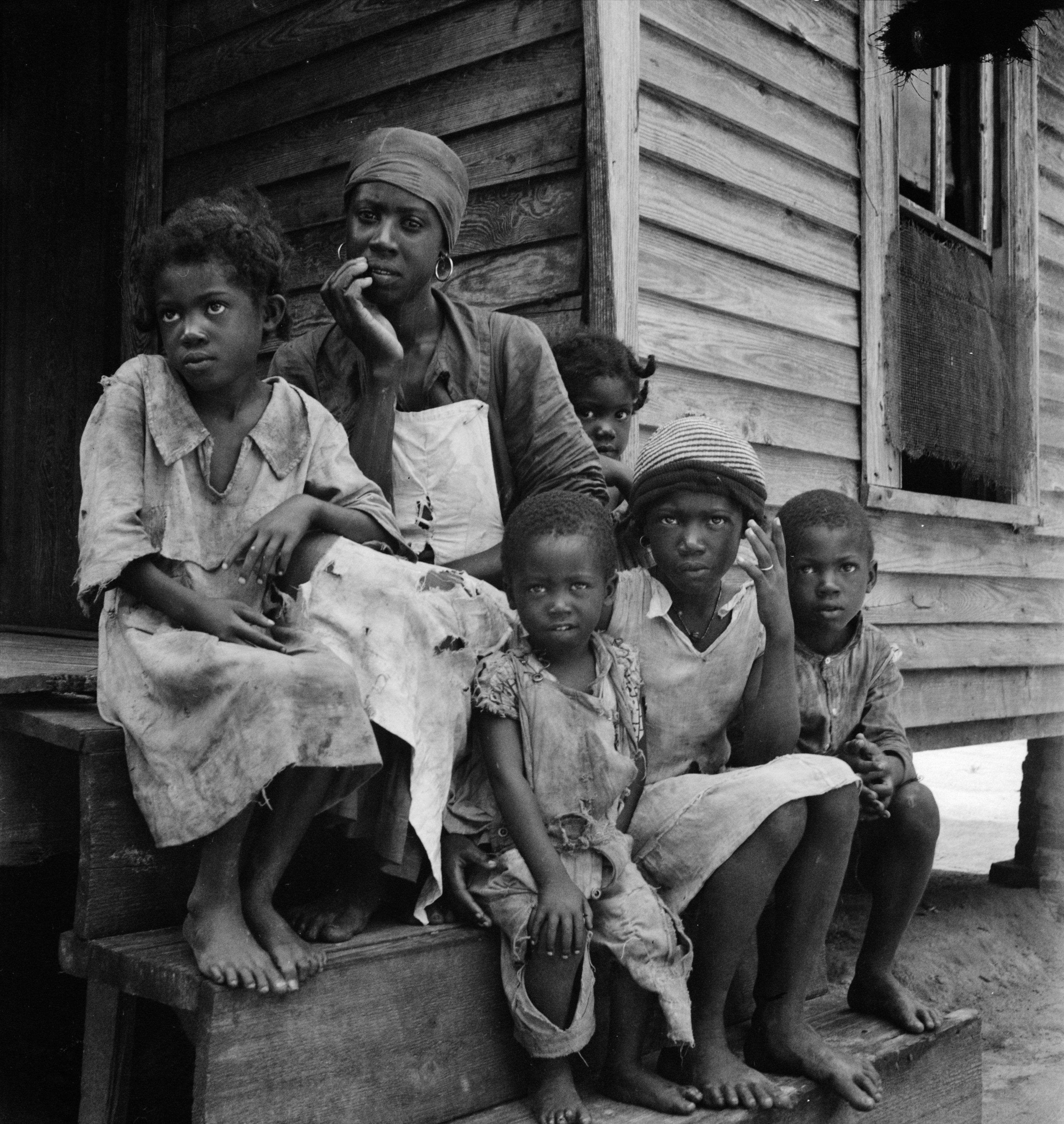
« Un dollar par jour. Famille d'un travailleur de la térébenthine près de Cordele, en Géorgie . Le salaire du père est d'un dollar par jour. C'est le niveau de vie de ces ouvriers». Juillet 1936.
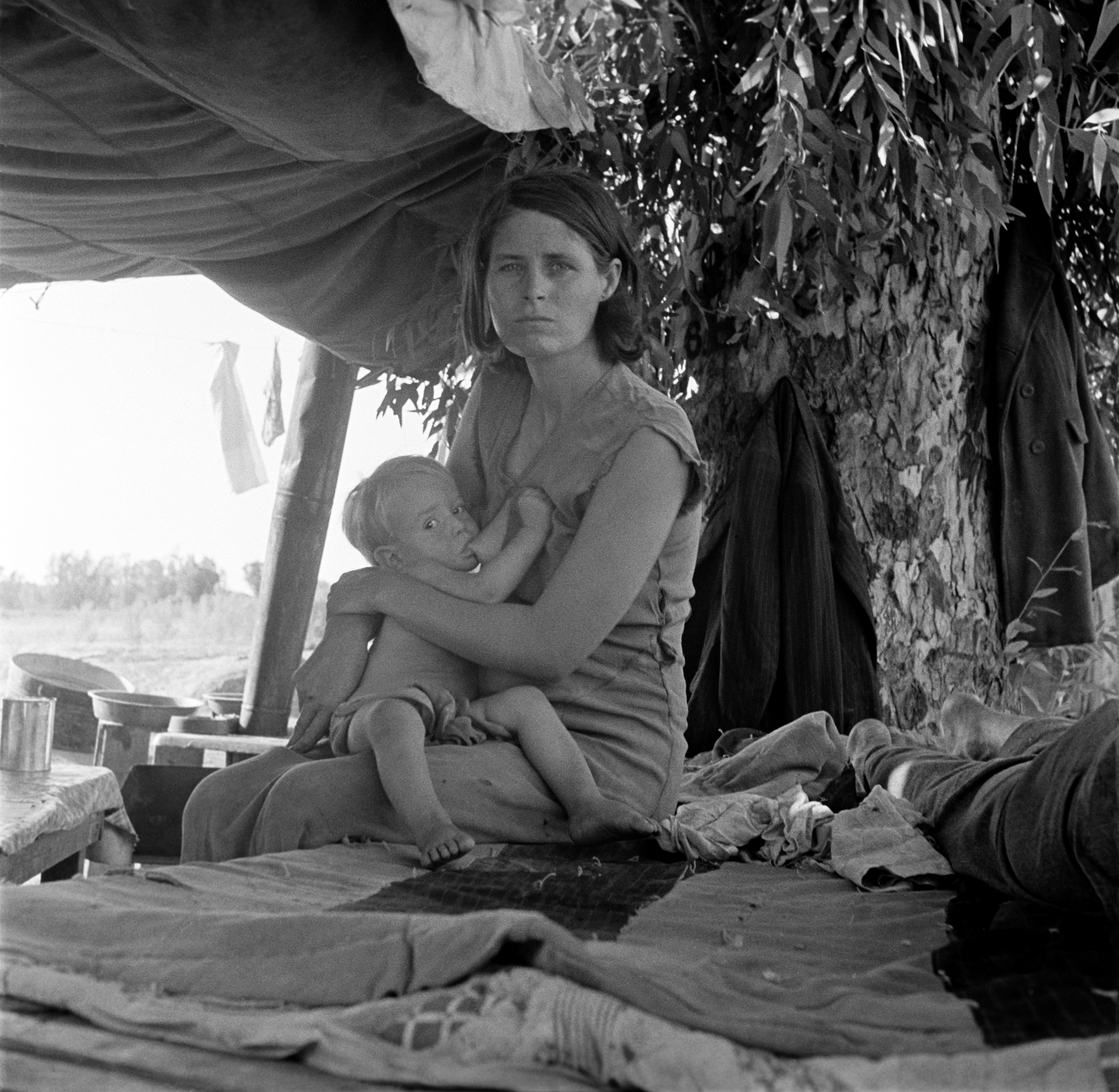
Réfugiés de la sécheresse de l'Oklahoma campant au bord de la route, Blythe, Californie, 17 août 1936.

#### Dorothea Lange et la Resettlement Administration

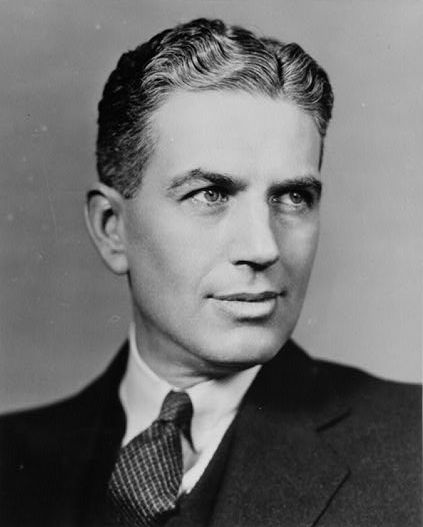
Portrait photographique de Rexford Tugwell.

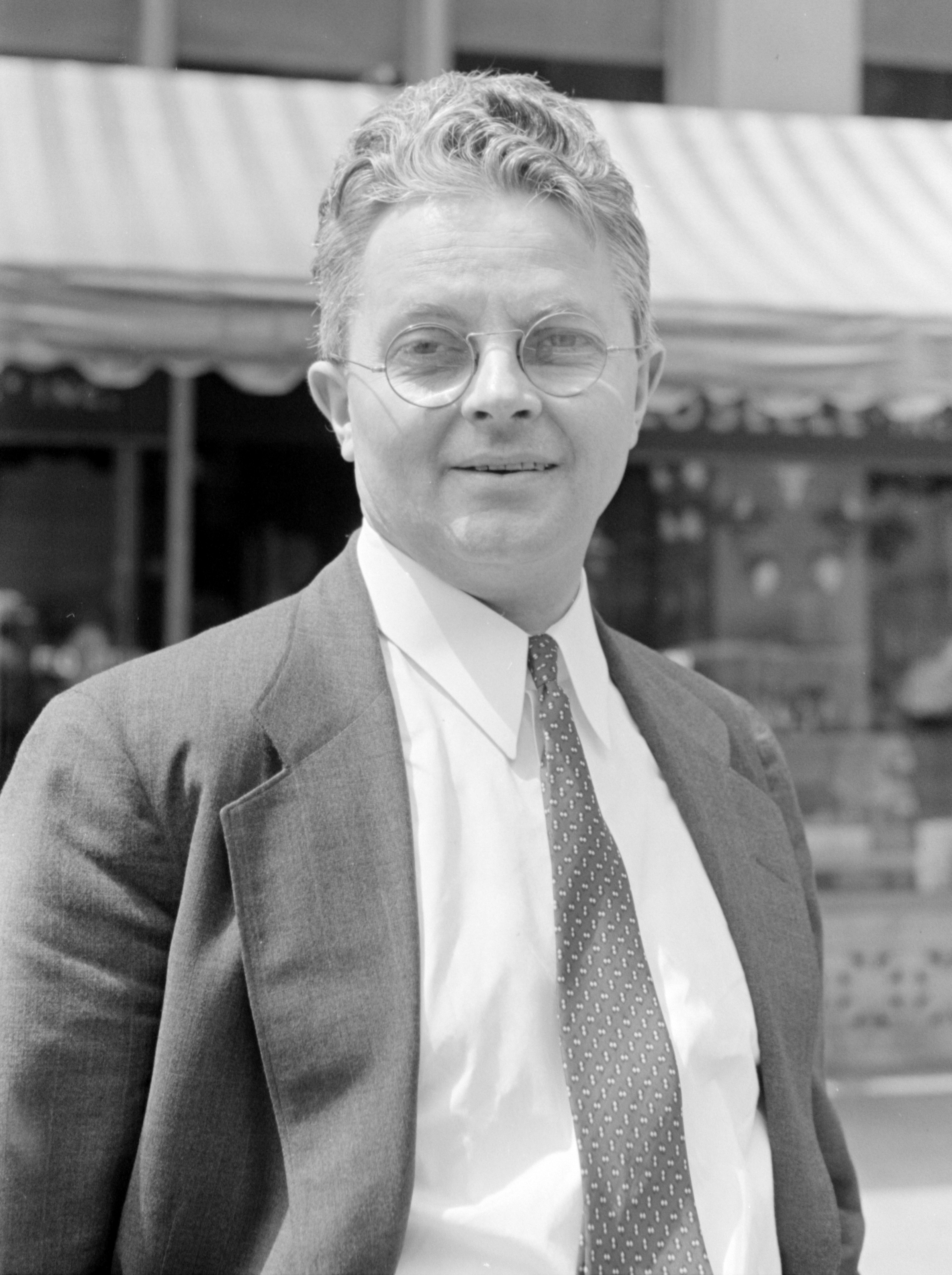
Portrait photographique de Roy Stryker pris en 1938.

Paul S. Taylor et Dorothea Lange sont affectés à la Resettlement Administration dirigée par Rexford Tugwell, agence créée par un décret présidentiel du 30 avril 1935, dont la mission est de venir en aide aux fermiers et paysans ruinés par des prêts à faible intérêts, la réhabilitation des sols et un programme de réinstallation d'exploitations agricoles. Cela change le cadre d'emploi de Paul Schuster Taylor et Dorothea Lange, autrefois confinés à la Californie, peuvent maintenant intervenir auprès du Nevada, de l'Utah, de l'Arizona et du Nouveau Mexique. Dorothea Lange travaille pour le service de communication puis au service histoire de la Resettlement Administration, dirigée par Roy Stryker, elle y touche un salaire de 30 $ par semaine. Les photographes Arthur Rothstein, Gordon Parks et Ben Shahn la rejoignent,,,.
Les premières photographies prises par Dorothea Lange à destination de Roy Stryker sont celles du camp d'urgence de Marysville
Les différents rapports de Paul S. Taylor et Dorothea Lange après être lus par Roy Stryker sont envoyés au sénateur Robert M. La Follette, au secrétaire à l'Agriculture Henry Wallace, au secrétaire à l'Intérieur Harold Ickes et à Eleanor Roosevelt,,.

#### Mariage
Dorothea Lange et Paul S. Taylor tombent amoureux l'un de l'autre et après leurs divorces respectifs prononcés en novembre 1935, ils se marient le 6 décembre 1935 à Albuquerque dans l'État du Nouveau Mexique,,,,.
Le jeune couple loue une maison sise au 2706 Virginia Street qui a vue sur la baie de San Francisco.

#### Dorothea Lange et la Federal Emergency Relief Administration (FERA)
Dorothea Lange et Paul S. Taylor s'intéressent de près à la création de Federal Emergency Relief Administration (FERA) agence qui prend la succession de la Resettlement Administration, elle travaille pour la FERA à partir du mois de février 1936. Roy Stryker, directeur de la FERA, lui donne comme première mission de se rendre en Californie puis au Nouveau Mexique pour finir en Arizona pour y photographier les paysans et leurs conditions de vie, pour cela il lui alloue un budget de 600 $ pour une durée de 6 semaines,.
Dorothea Lange prend de nombreux clichés montrant la différence de conditions de vie entre d'une part celles des fermiers et ouvriers agricoles et d'autre part celles de leurs riches propriétaires ; ouvriers contraints d'accepter les salaires de misère que leur accorde les propriétaires. Elle prend également des photos des enfants des journaliers qui travaillent aux côtés de leurs parents, brûlés par le soleil, les propriétaires se montrant totalement indifférents au fait qu'ils soient affamés ou malades. Pendant la période des récoltes ou des moissons, ces enfants ne peuvent suivre de façon assidue leur scolarité, le travail de tous les membres de famille  de migrants sont une question de vie ou de mort,.

##### LaMère migrante

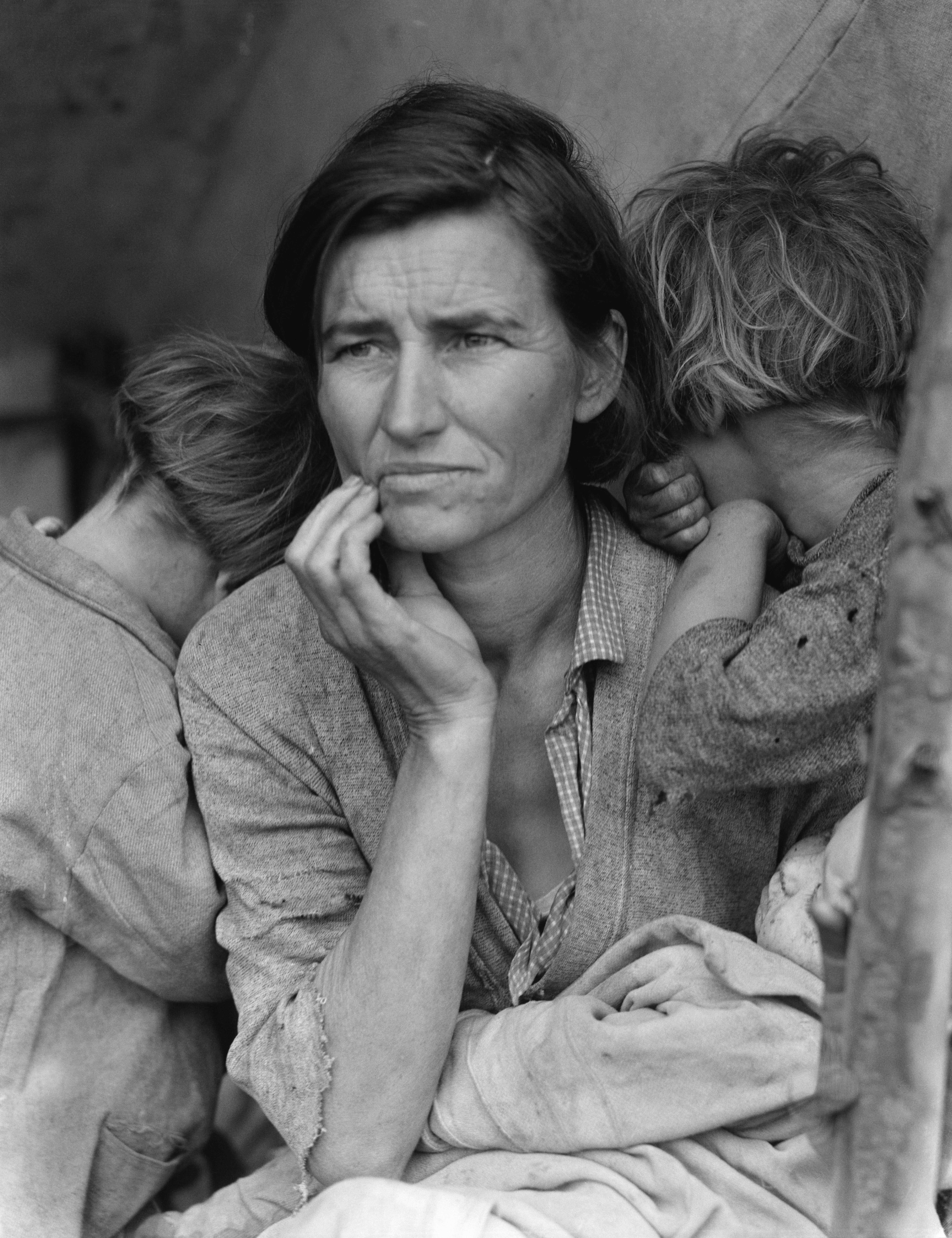
Photographie dite Migrant Mother prise par Dorothea Lange en 1936.

En 1936, de retour de mission, Dorothea Lange publie plusieurs de ses photos dont celle d'une cueilleuse de pois, intitulée Migrant Mother / Mère migrante prise à probablement Nipomo, ne se doutant pas un instant que ce cliché fera le tour du monde, photo publiée la première fois dans les colonnes du Survey Graphic (en) en septembre 1936. Puis il est exposé en 1941 au Museum of Modern Art,,.
En été 1937, la revue U.S. Camera  invite Dorothea Lange à lui envoyer Migrant Mother pour illustrer son numéro spécial dédié aux photographes d'exception. Se doutant que cette demande est la première de nombreuses autres, elle demande à pouvoir les contrôler, mais malheureusement le dépôt officiel du négatif a disparu de la Bibliothèque du Congrès ! N'ayant plus de droits de regards, la photographie Migrant Mother  est publiée par les magazines, revues et quotidiens du monde entier, devenant par là même l'un des visages les plus représentatifs des conséquences de la Grande Dépression car selon Roy Stryker cette photo parle d'elle-même,,.

##### An American Exodus

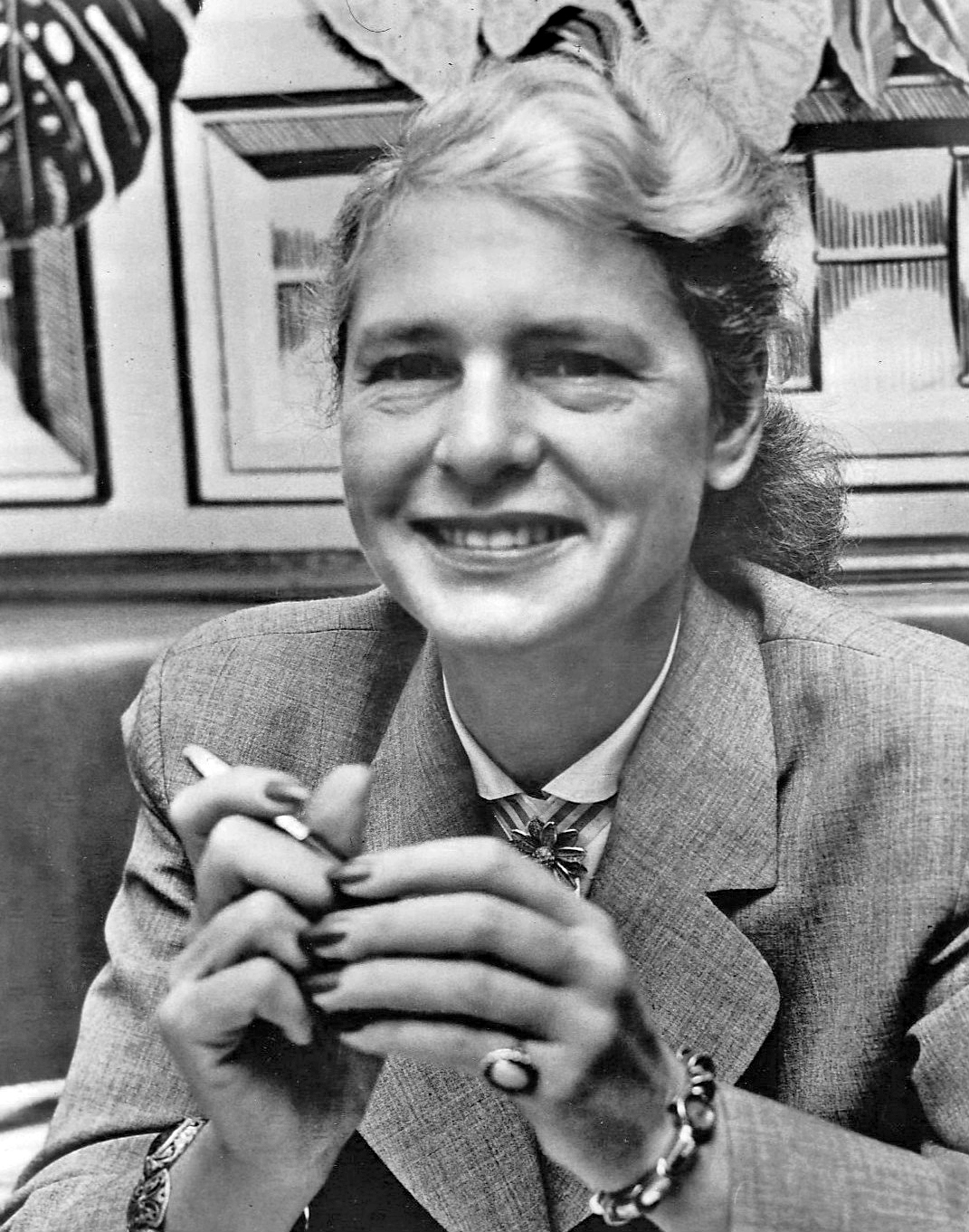
Photo de Margaret Bourke-White prise en 1955.

En 1938, Dorothea Lange et Paul S. Taylor sont envoyés en Caroline du Sud et en Arizona pour prendre des photos des paysans faisant la récolte des feuilles de tabac, sujet qu'ils ont commencé à documenter dès 1935 clichés qui feront l'objet de la publication de An American Exodus: A Record of Human Erosion qui sera publié en 1939. Ce photo-documentaire vient s'ajouter à d'autres ouvrages abordant le problème comme Land Of The Free, A Collection of Photographs, with Accompanying Text in Verse par Archibald MacLeish ou Forty Acres and Steel Mules par Herman Clarence Nixon (en) ou un ouvrage similaire à An American Exodus comme You Have Seen Their Faces par Erskine Caldwell et Margaret Bourke-White. Ces deux livres montrent l'importance de la photographie comme complément à l'écrit quant à des sujets d'enquêtes sociales,

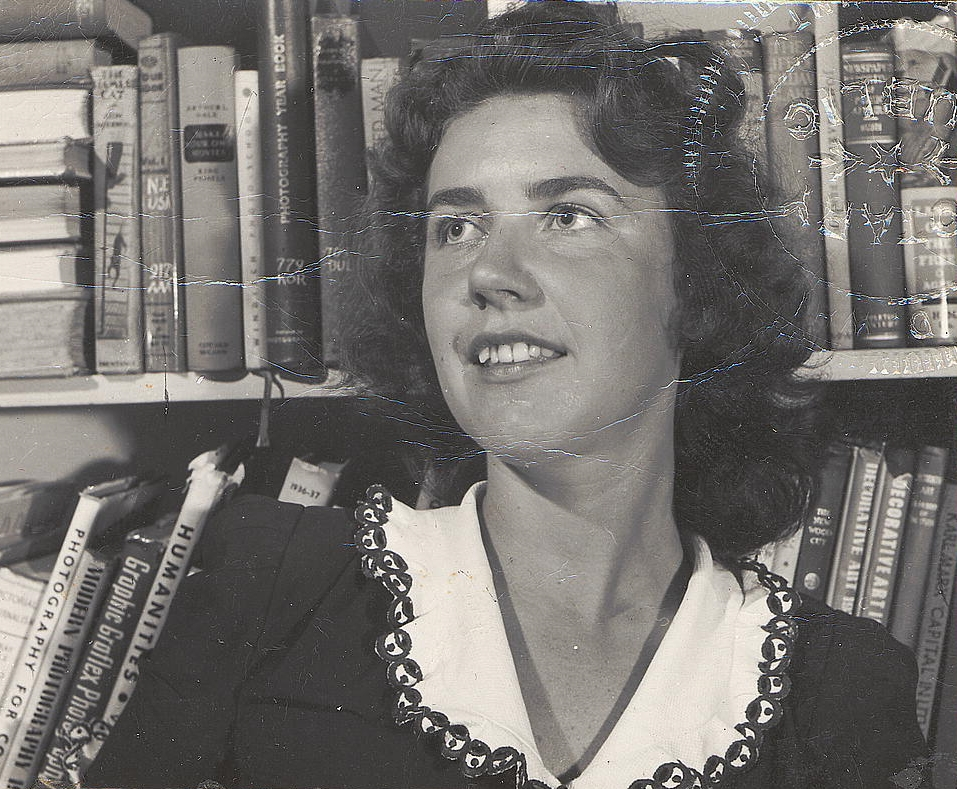
Photographie de Marion Post Wolcott prise en 1940.

##### La fin de la collaboration
Les liens entre la FERA et Dorothea Lange se distendent, travaillant que ponctuellement pour l'agence. Dès 1938, Roy Stryker supporte mal son tempérament indépendant. Lorsque l'agence connaît une coupe budgétaire durant l'été 1939, Roy Stryke en profite pour lui annoncer en novembre 1939 la fin de sa collaboration qui deviendra effective au 1er janvier 1940. Licenciement prévu puisque quelques mois auparavant il a recruté Marion Post Wolcott pour la remplacer ,.

#### La Social Security Administration
En 1937, Dorothea Lange et Paul S. Taylor sont recrutés par la Social Security Administration / Administration de la sécurité sociale, Paul Schuster Taylor comme consultant concernant les questions du travail rural et Dorothea Lange comme photographe sous les ordres directs du directeur de l'agence Tom Blaisdell. Pour ce nouvel emploi, Dorothea Lange touche une rémunération de 15 $ par jour. Dorothea Lange et Paul Schuster Taylor reforment leur duo d'avant travaillant sur les mêmes commandes.
Sa première commande la conduit à Washington pendant les fêtes de Pâques de 1937, puis elle est envoyée à Hightstown dans le New Jersey sa mission est d'enquêter sur les reconversions des ouvriers du vêtement dont les emplois ont été supprimés à la suite de la Grande Dépression. Pour cela, elle leur rend visite sur leurs lieux de vie dans le Bronx et le Lower East Side. En juin 1937, elle prend des photos des ouvriers horticoles venus du Delaware pour la saison, puis à Millville elle photographie une famille venue pour la récolte des cerises.
Toujours en juin 1937, dans le hall d'entrée de son hôtel, elle fait la connaissance du photographe Aaron Siskind, un membre récent de la Photo League qui collaboré à un documentaire photographique intitulé "Harlem Document" qu'elle examine avec attention, convaincue par ses qualités de photographe et lui écrit une lettre de recommandation à destination de Roy Stryker. Puis elle prend la direction du sud rejoindre Paul S. Taylor. Là, ils sont envoyés par Roy Stryker à la vallée de Shenandoah, ils y constate que les paysans continuent la moisson de l'avoine à la faucille sans en faire des bottes à l'aide de ficelles, visiblement ils n'avaient aucune information concernant les bottes et plus généralement concernant les innovations technologiques dans le secteur agricole.

Galerie de quelques photos prises entre 1936 et 1940
« Fauchés, bébé malade et pannes de voiture ! ». Famille du Missouri dans les environs de Tracy, Californie. Février 1937.
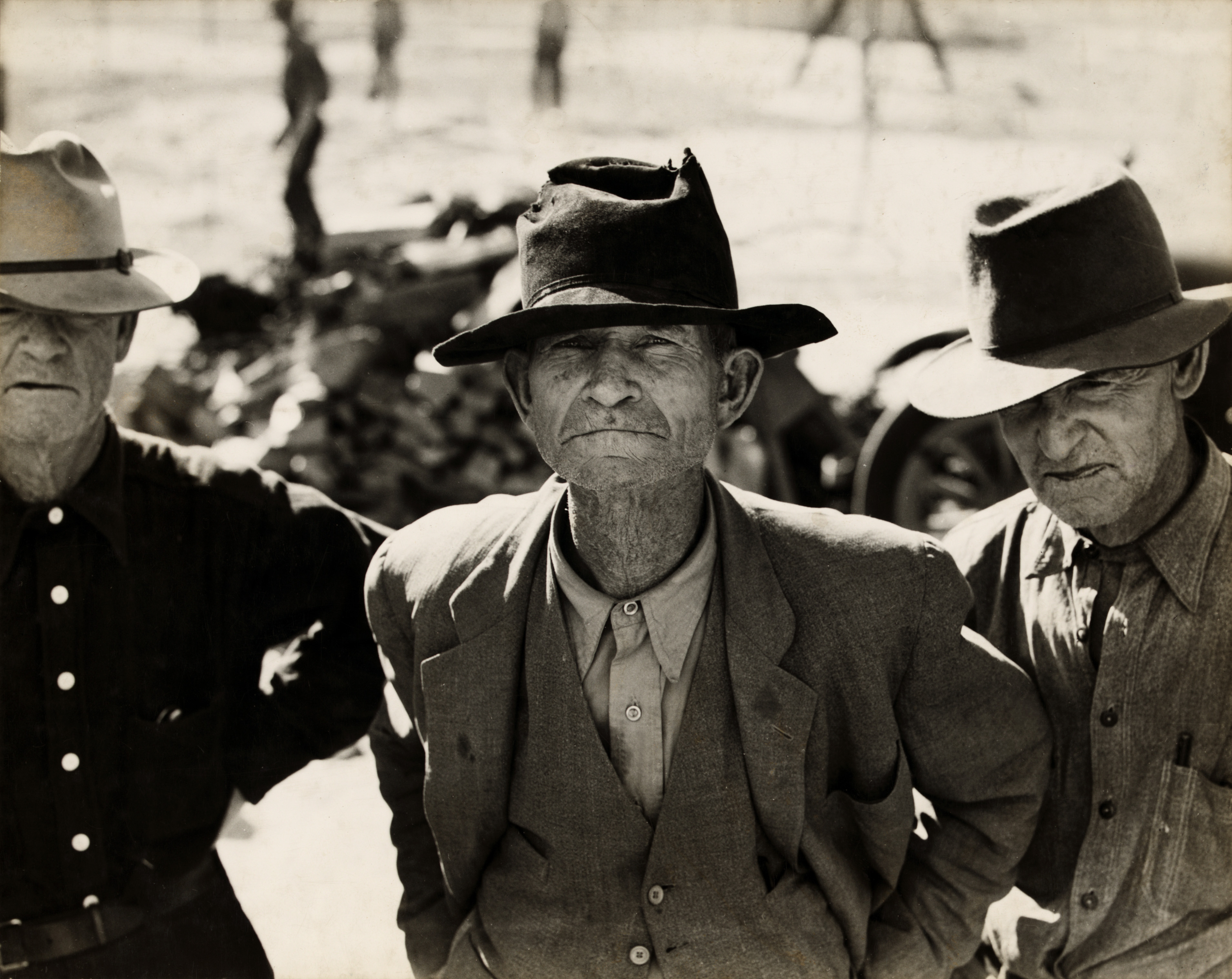
Ancien métayer bénéficiant d'une subvention de secours dans l'Imperial Valley, en Californie. Mars 1937.
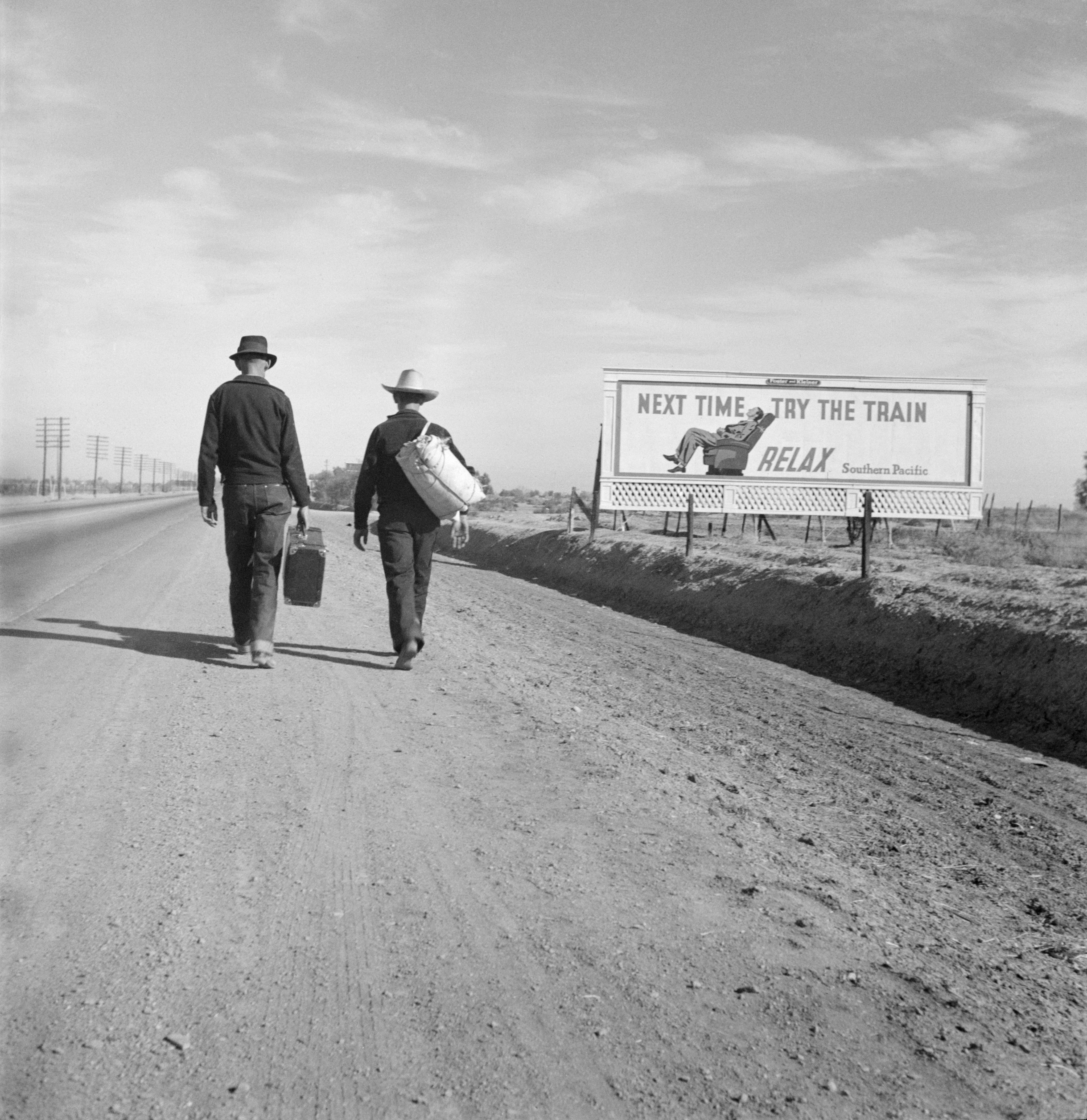
Deux hommes marchant vers Los Angeles passant   près d'un panneau d'affichage indiquant « La prochaine fois, essayez le train. Détendez-vous ». Mars 1937.
District d'Eloy, comté de Pinal, Arizona. Les cueilleurs de coton, en route vers la pesée du coton, à midi. Novembre 1940.
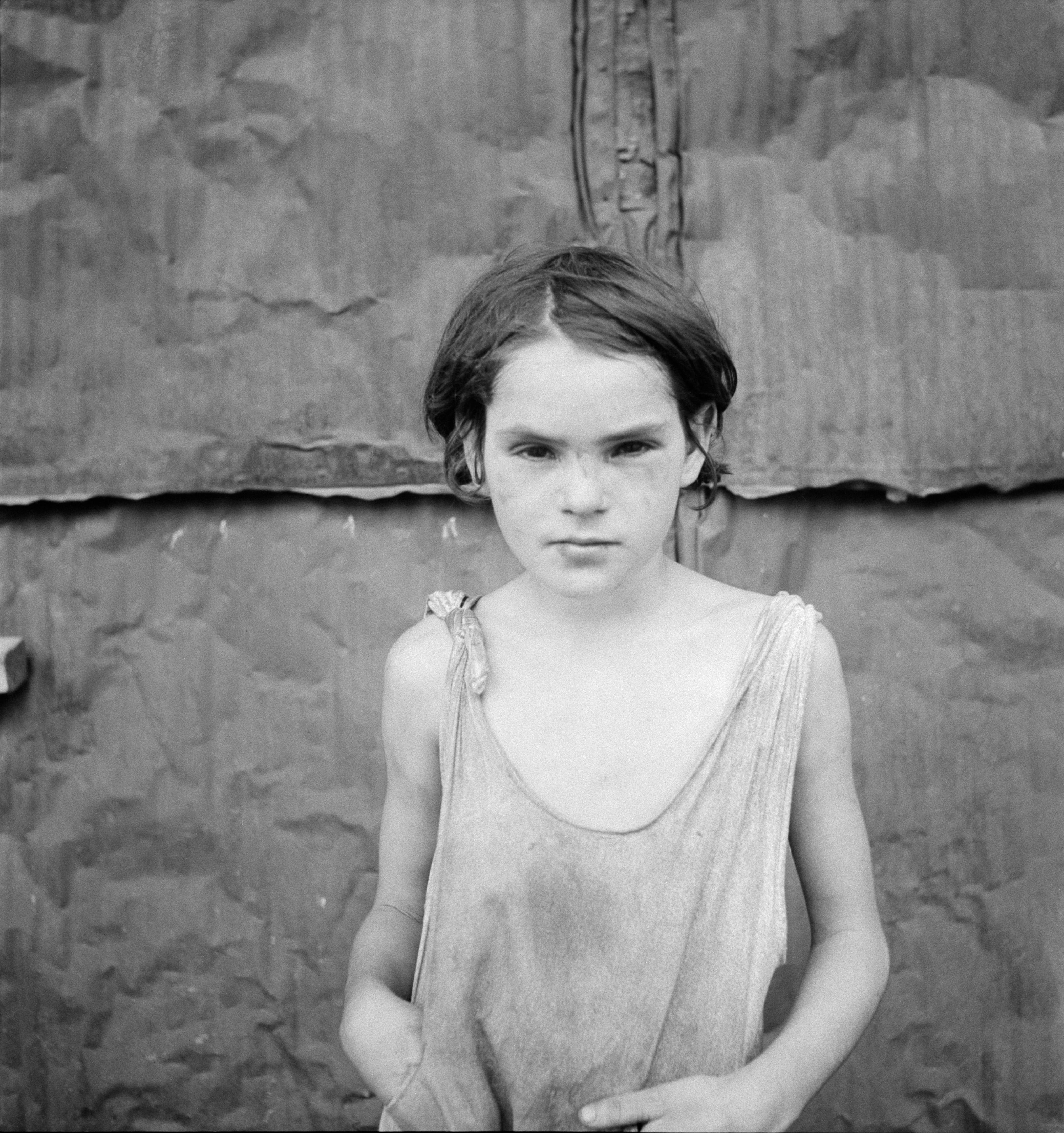
Une enfant marquée par la famine photographiée à Elm Grove, Oklahoma

### La Seconde Guerre mondiale
En février 1940, alors que la Seconde Guerre mondiale embrase l'Europe, Dorothea Lange est recrutée en tant que cheffe photographe par une agence dépendant du Département de l'Agriculture des États-Unis, le Bureau of Agricultural Economics (BAE), elle y est rémunérée 7,22 $ par jour, à défaut d'être un emploi rémunérateur, c'est une opportunité pour joindre d'autres agences plus intéressantes. Le BAE l'envoie en mission en Californie et en Arizona, pour y documenter le style de vie de la ruralité, elle prend y différents clichés de journaliers travaillant dans les champs de coton, l'un des clichés est titré ironiquement « Vie des enfants en démocratie ! »,.

#### La Bourse Guggenheim
En mars 1941, Dorothea Lange est avertie que la Fondation John-Simon-Guggenheim va lui décerner la Bourse Guggenheim, faisant d'elle la première femme à recevoir cette distinction, il faudra attendre 18 ans pour qu'une autre femme se voit décerner la même distinction, la photographe Helen Levitt. L'obtention de cette bourse est subordonnée à des travaux documentaires. Dorothea Lange accompagnée de Paul S. Taylor choisit de mener des enquêtes sur trois communautés les colonies Amana dans l'Iowa, les Shakers et les Hutterites dans le Dakota du Sud. De retour en septembre 1941, elle remet ses pellicules à Henry Allen Moe, le directeur de la Fondation John-Simon-Guggenheim,.

#### Martin Lange
Dorothea Lange apprend que son frère Martin Lange est arrêté avec trois de ses complices pour détournement de fonds, escroqueries du fond d'indemnisation californien des chômeurs. lorsqu'il comparait devant les tribunaux, il est condamné à 6 mois de prison et sept ans de Probation. Elle fait ce qu'elle peut pour lui offrir les services des meilleurs avocats, lui rend régulièrement visite en prison. Martin Lange étant son seul parent en vie, le choc l'affecte profondément,.

#### L'internement des Nippo-Américains
Lorsque les forces impériales japonaises bombardent Pearl Harbor le 7 décembre 1941, Dorothea Lange prend conscience que sa vie va prendre un tournant autant décisif qu'inattendu.
À la suite de ce bombardement, le 19 avril 1942, le président Franklin D. Roosevelt signe l'Executive order 9066 permettant aux autorités militaires de prendre les décisions nécessaires pour éliminer tout risque d'espionnage, de manifestations, de complots. Le général John DeWitt qui est à la tête du Commandement de la Défense Occidentale des États-Unis déclare que toutes les personnes d'ascendance japonaise doit être évacuées de la côte ouest. Cette décision concerne 110 000 personnes dont les deux tiers sont nés sur le sol américain avec tous les droits civiques dont bénéficient les citoyens américains. Pour cela l'agence War Relocation Authority (en) est créée à la suite de l'Executive Order 9102 (en), agence qui organise l'internement des Nippo-Américains. Pour documenter son action la War Relocation Authority dirigée par Milton S. Eisenhower (en) engage Dorothea Lange,,.
John E. Rankin (en), représentant du Mississipi au Congrès des États-Unis déclare I'm for catching every japanese in America, Alaska and Hawaï now and putting them in concentration camp... Damn them ! Let's get rid of them (« Je suis pour qu'on se saisisse de tous les Japonais d'Amérique, d'Alaska et d'Hawaï dès maintenant et qu'on les mette dans des camps de concentration. Qu'ils soient maudits ! Débarrassons-nous d'eux ! »). Propos qui au-delà d'être racistes expriment les sentiments de jalousie, d'envie de nombreux américains qui ne supportent pas la prospérité des japonais,.
Concernant l'internement de citoyens américains la question de la légitimité de ce type d'action se pose en regard de la Constitution des États-Unis, en vain car les décrets présidentiels sont approuvés par Francis Biddle le procureur général en poste, de Culbert Olson le gouverneur de la Californie et du procureur général de l'État de Californie, Earl Warren et finalement par la Cour suprême des États-Unis. Alors que les japonais vivant aux États-Unis et leurs enfants, les Nikkei , nés sur le sol américain sont profondément loyalistes envers les États-Unis. Ils ne savent plus quoi faire pour faire la preuve de leur patriotisme.

##### Camp de concentration?

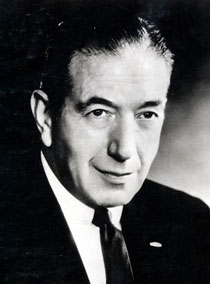
Lieutenant colonel Karl Bendetsen.

Comment nommer ces camps pour ne pas susciter des remous au sein de l'opinion publique ? Le lieutenant colonel Karl Bendetsen (en) représentant le United States Army Provost Marshal General (en) et John McCloy assistant du secrétaire d'État à la Guerre, pense qu'il ne faut surtout pas utiliser le terme de "camp de concentration" trop connoté , et propose dans un premier temps reception center (« centre d'accueil ») puis en dernière instance resettlement center (« centre de réinstallation ») ; Calvert Dedrick, directeur du  Bureau du recensement des États-Unis approuve l'expression, euphémisation d'un programme de contrôle et d'assignation d'une population.

##### Photographier les centres de réinstallation
En avril 1942, avec son assistante Chrissie Gardner, Dorothea Lange prend des photos des japonais à diverses étapes de leur internement, depuis le moment où ils font leurs valises, joignent des points de  ralliement pour prendre le bus ou le train et leur pérégrination  jusqu'à leur arrivée dans les centres de réinstallation. Les Nikei qu'elles suivent sont assignés au Tanforan Assembly Center (en) dans la région de la baie de San Francisco et camp de Stockton où certain sont regroupés pour joindre le camp de Manzanar dans la vallée de l'Owens. Ses clichés des centres de réinstallation, plus spécialement celui de Manazar sont complétés par ceux pris par son ami Ansel Adams, tous illustrent l'injustice faite envers la loyauté de la communauté japonaise envers les États-Unis,.

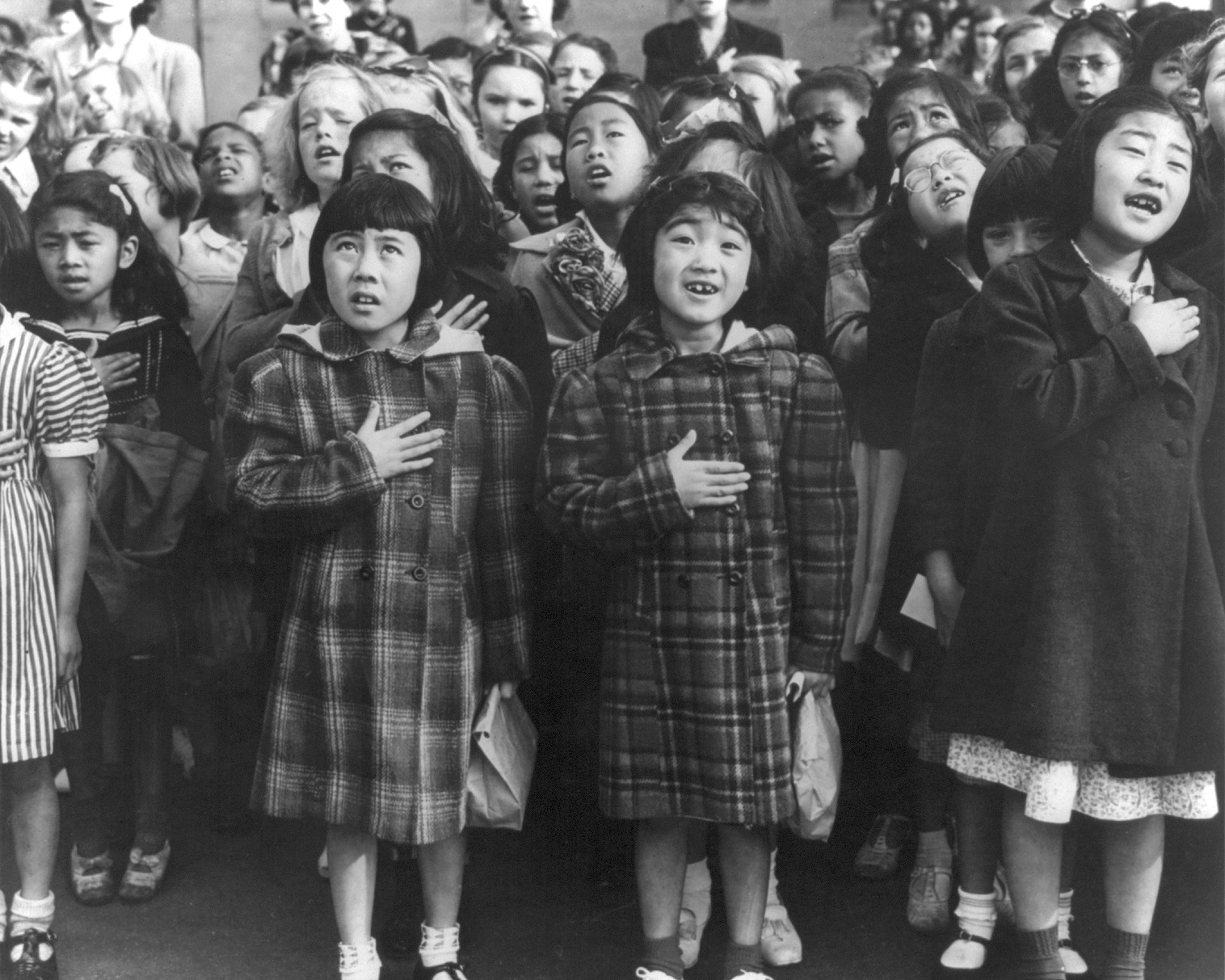
Les enfants de l'école primaire Raphael Weill de San Francisco  lors d'une cérémonie de serment d'allégeance au drapeau.
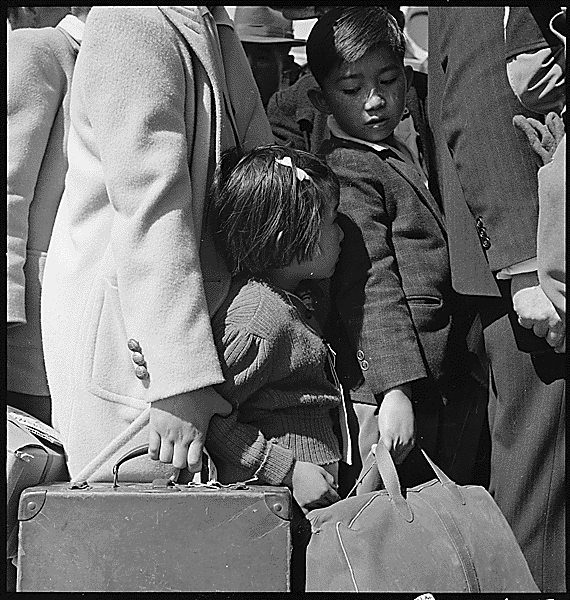
Byron en Californie. Troisième génération d'enfants américains d'ascendance japonaise  attendant l'arrivée du prochain bus qui les emmènera de chez eux au centre de relocalisation. 2 mai 1942.
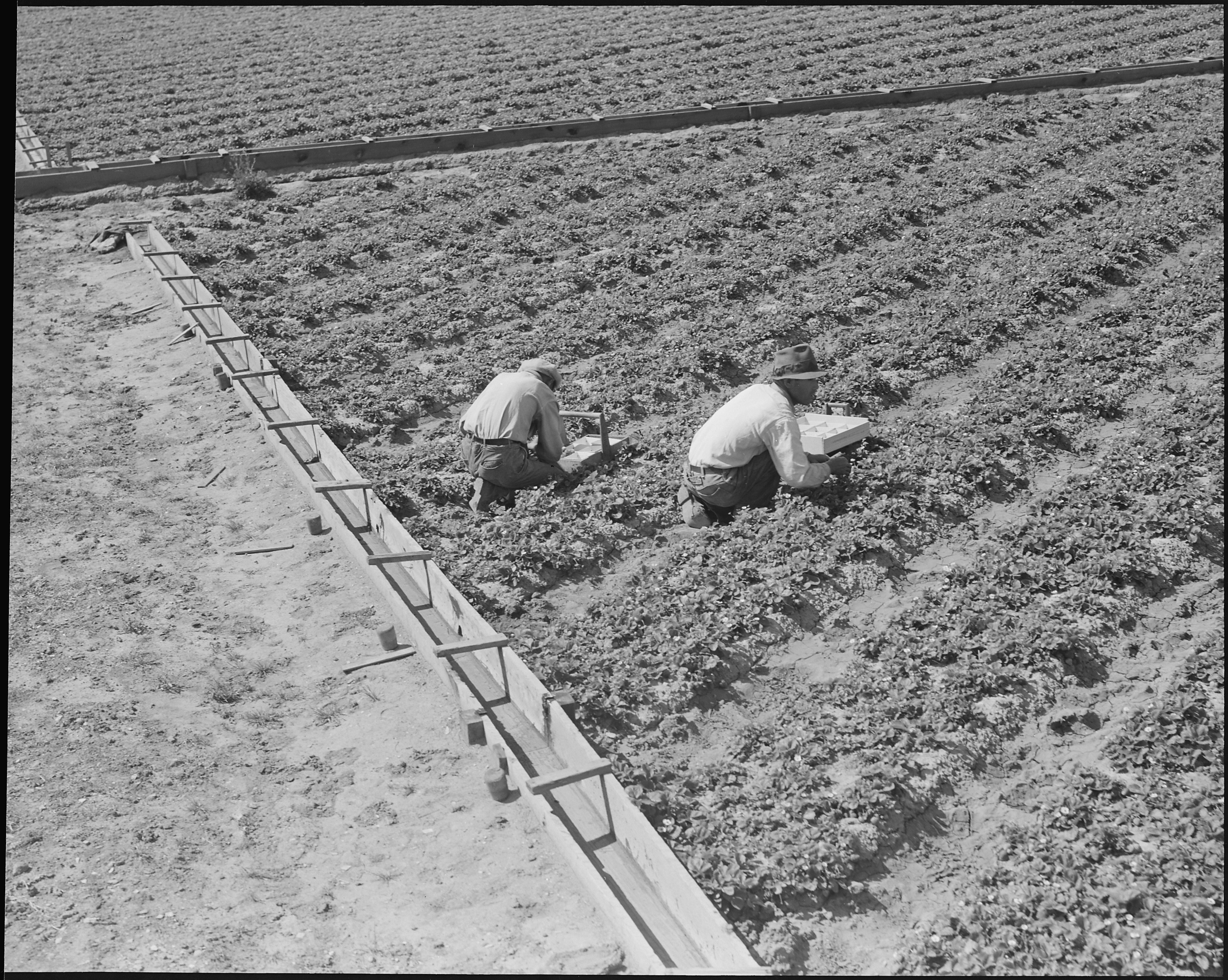
Près de Mission San Jose en Californie. Membres de familles d'agriculteurs d'ascendance japonaise dans leur champ de fraises à l'ouverture de la récolte de 1942. Dans deux jours, les résidents d'origine japonaise seront évacués vers un point de rassemblement pour un transfert ultérieur vers un centre de relocalisation. 5 mai 1942.
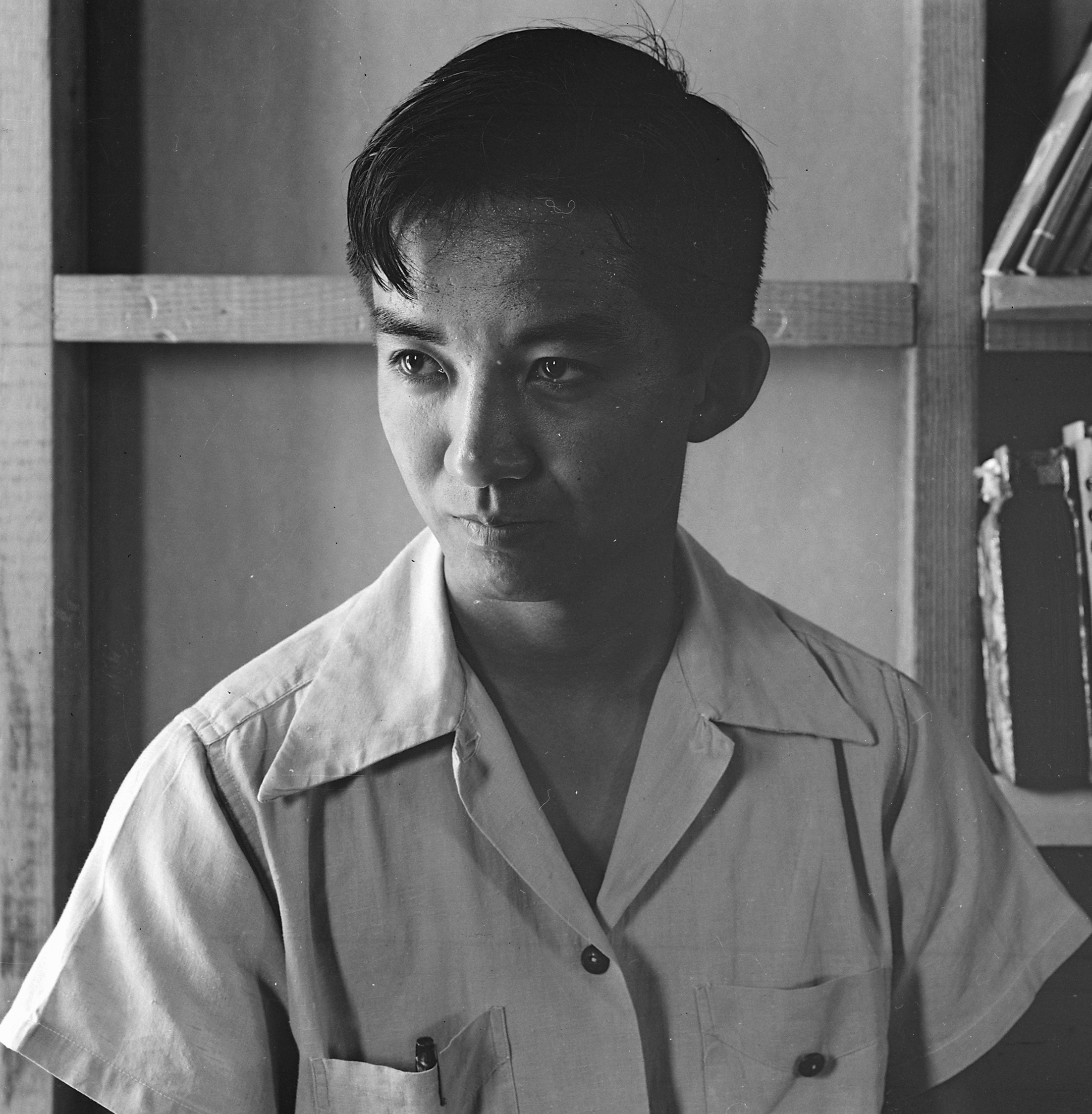
Sacramento en Californie. Harvey Akio Itano, diplômé de l'université de Californie en 1942, qui a obtenu son Bachelor of Science avec le meilleur dossier universitaire de tous les candidats. Il a été choisi par la faculté comme médaillé universitaire de 1942. Il n'a pas pu assister aux exercices de début d'année universitaire car l'évacuation de tous les résidents d'ascendance japonaise avait été ordonnée. 20 mai 1942.

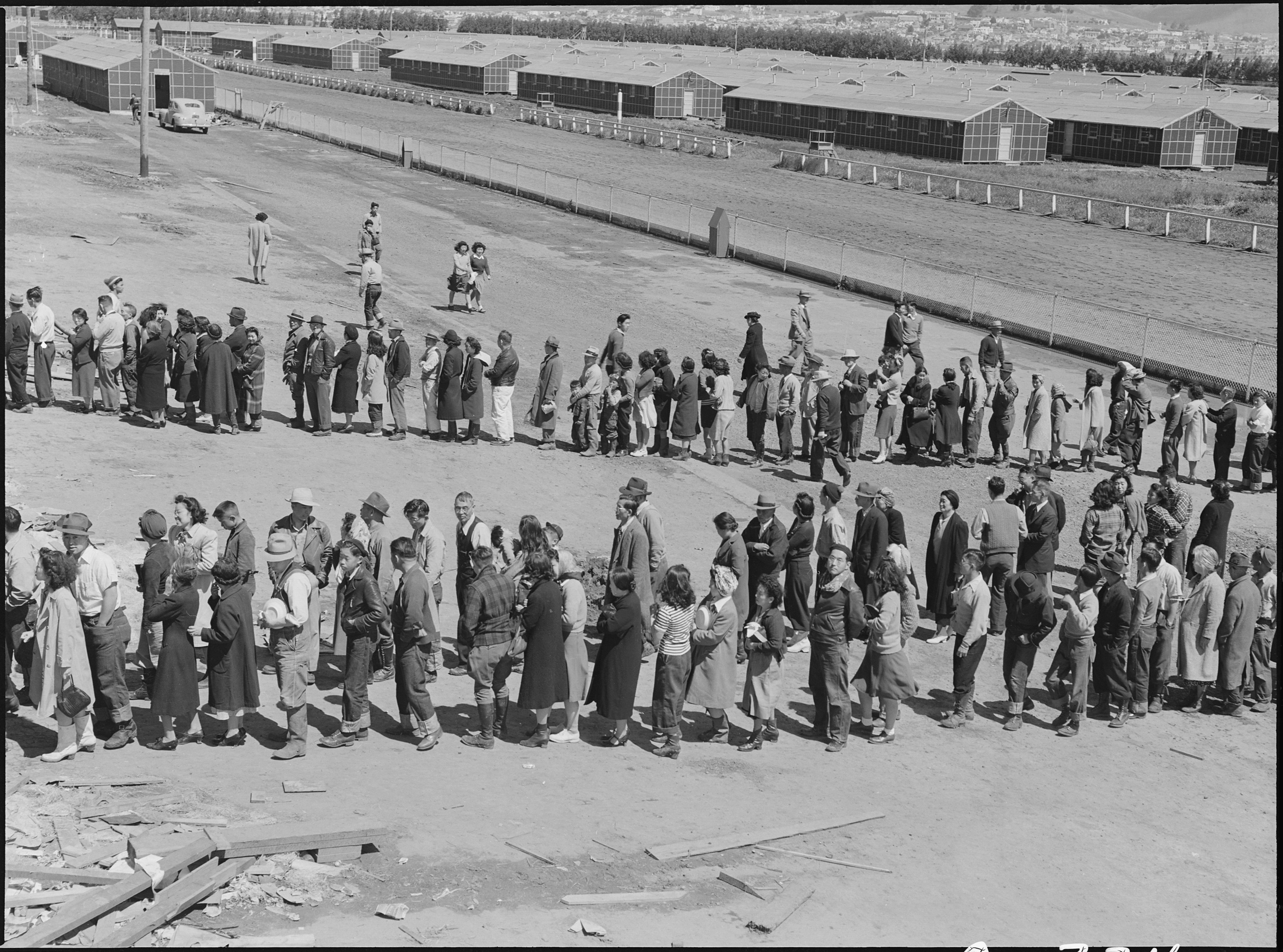
Les internés nippo-américains en ligne au Tanforan Assembly Center (en) de San Bruno (Californie) le 29 avril 1942.
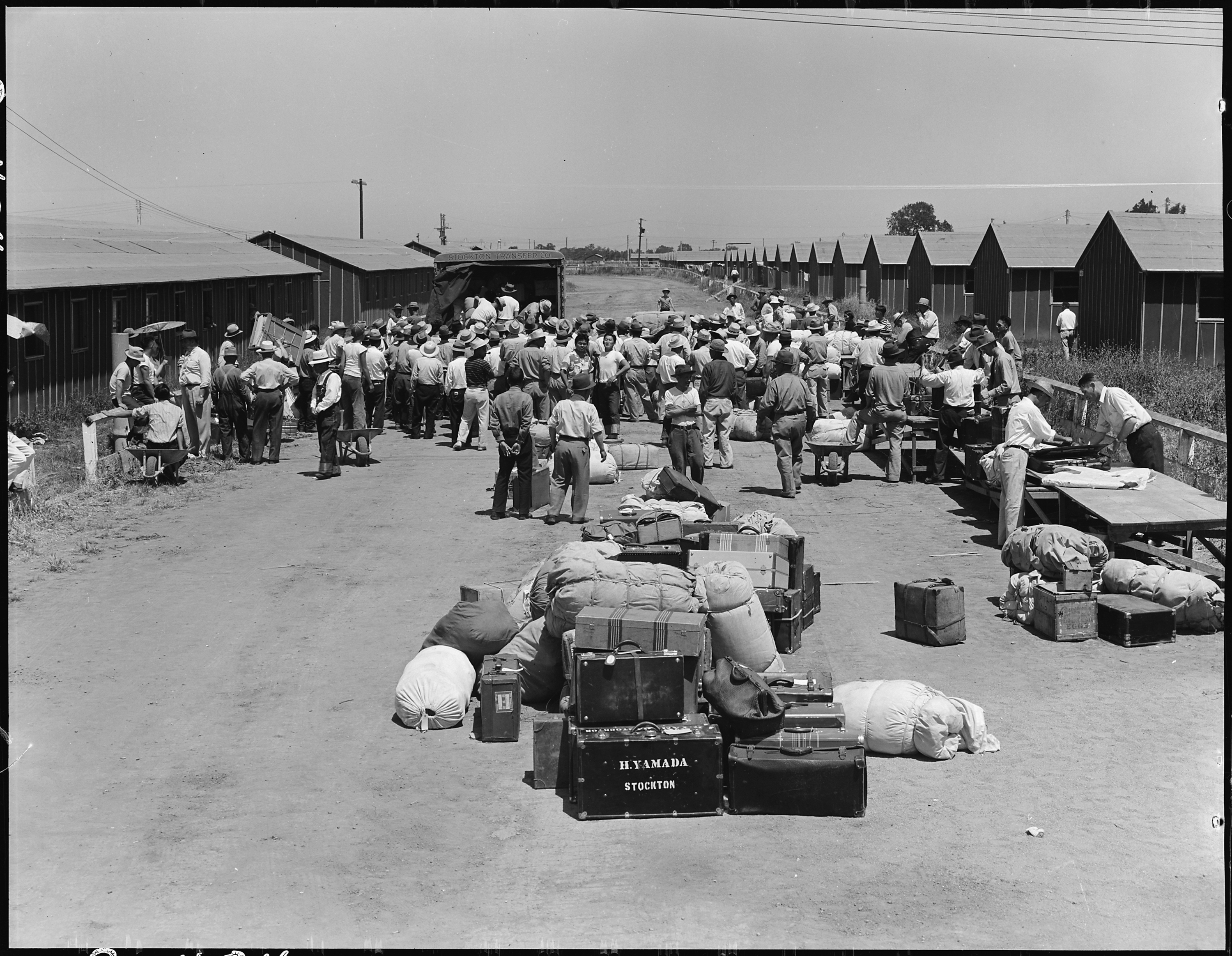
Stockton, Californie. Le premier jour dans un centre de rassemblement. Une nouvelle unité de la caserne est en cours d'ouverture. 19 mai 1942.
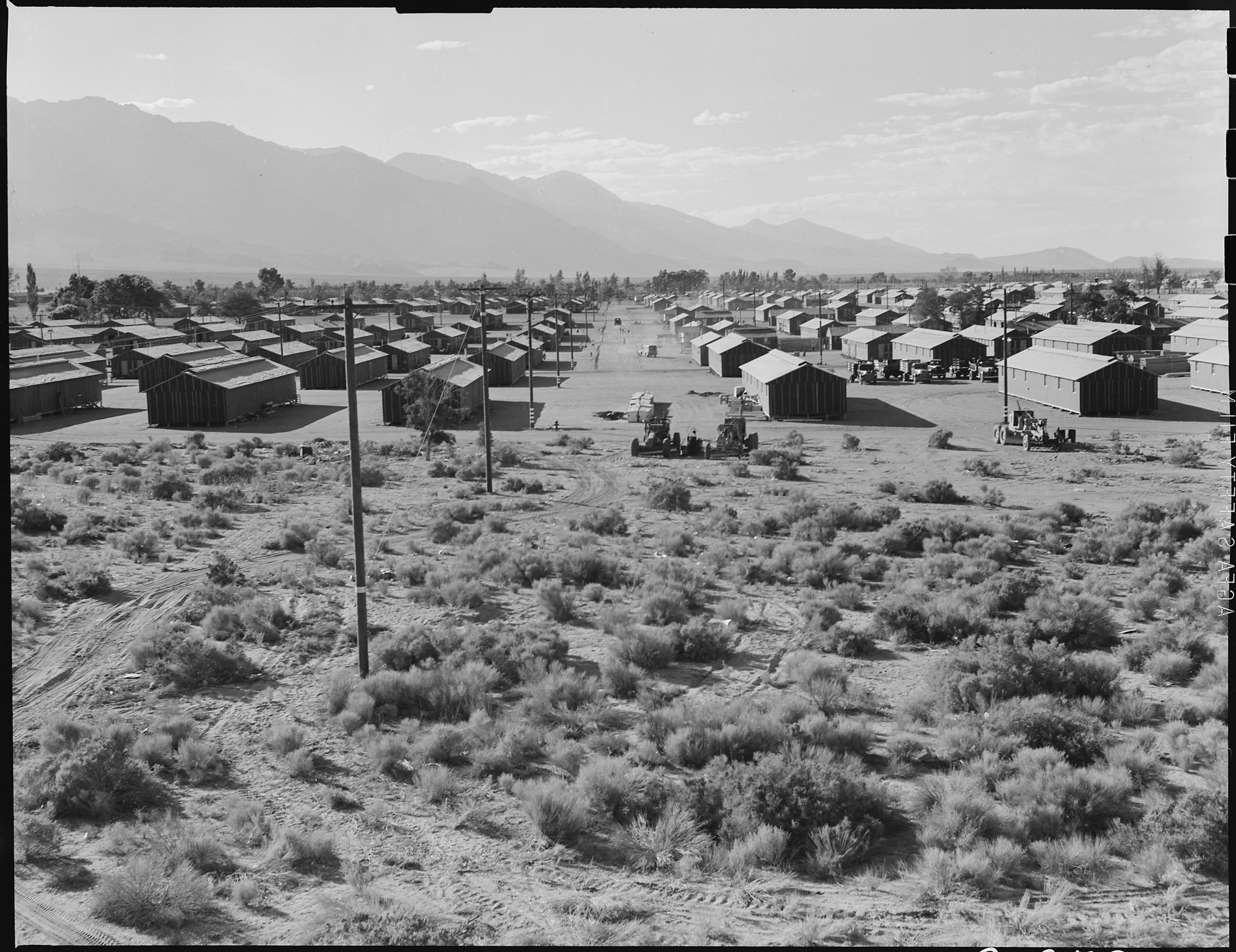
Centre de réinstallation de Manzanar, Une vue du centre de réinstallation de Manzanar montrant les rues et les pâtés de maisons. 1er juillet 1942.

##### Manzanar
En 1943, Ralf Merritt, le directeur du camp de Manzanar, invite Dorothea Lange et Ansel Adams à venir l'accompagner lors d'une visite d'inspection du camp. Dorothea Lange prend 760 clichés, ceux de Ansel Adams seront publiés en 1944 dans un livre titré Born Free and Equal (en). Dorothea Lange est profondément convaincue que ce camp comme les autres n'a aucun fondement. Elle s'attache à photographier la vie quotidienne des japonais internés et leurs gestes montrant leur fierté d'être américains, leur organisation démocratique pour gérer au mieux leur vie, comme assurer la scolarité et les soins médicaux de leurs enfants et y organiser des activités sportives, des matches de baseball,.

##### La censure
Quand Ansel Adams veut exposer ses photographies du camp de Manzanar au Museum of Modern Art, l'exposition est annulée au dernier moment, elle aura tout de même lieu en novembre 1944. il en est de même pour Dorothea Lange qui a le plus grand mal à faire publier de rares clichés. Si l'armée veut bien la publication des recueils de photographies c'est seulement à usage interne  mais certainement pas pour le grand public. Le major Beasley qui travaille pour la Wartime Civil Control Administration examine tous les clichés incriminés et marque plusieurs d'entre eux "à ne pas publier", tant que la guerre n'est pas finie.
C'est pourquoi peu de photographies du camp de Manzanar sont utilisées, quand elles le sont, c'est pour servir des pamphlets comme ceux de John H. Tolan (en) qui dirige le U.S. Senate Special Committee to Investigate the National Defense Program ou du pacifiste Caleb Foote. Dorothea Lange n'a aucun droit de regard sur ces utilisations.

##### Menaces sur les droits civiques
Elle déplore le fait que le gouvernement puisse enfermer des personnes sur la base du "sang", comme si le sang pouvait déterminer la vie de tout un chacun.
Cette décision gouvernementale l'inquiète car c'est une première quant à la restriction des droits civiques jusqu'où cela peut-il aller,?

##### Le paradoxe
Des représentants forces armées des États-Unis se rendent dans les centres de réinstallation pour y recruter 3 500 Nikkei pour former le 442e Regimental Combat Team afin de  combattre sur le front du Pacifique, puis en Afrique du Nord et en Europe. Cette unité fait partie des plus décorées.

##### La fermeture des camps
En décembre 1944, la Cour suprême des États-Unis ordonne que les Japonais loyaux quittent les camps de réinstallation et puissent vivre sur la Côte Ouest, tous les camps sont fermés en décembre 1945,.

#### Le Bureau d'information de guerre des États-Unis (OWI)
En 1942, Roy Stryker rejoint la United States Office of War Information, OWI (« Bureau d'information de guerre des Etats-Unis ») sa mission est de fournir des clichés de propagande. Jess Gorkin rend visite à Dorothea Lange et lui demande si elle voudrait bien rejoindre l'OWI pour y publier des photographies de la vie quotidienne des Américains. Elle accepte l'offre et est nommée Feature Picture Editor (« Directrice des publications de photographies ») elle y est rémunérée 16,53 $  par jour. Elle prend des clichés des minorités d'ascendance italiennes, yougoslaves, hispaniques et autres comme les Okies et les Arkies (en) qui vivent sur la Côte Ouest et comment la guerre a modifié leur mode de vie en privilégiant les militaires et leurs équipements. Modifications qui ont instauré des tickets de rationnement, des coupure de gaz, avec pour conséquences la création d'un marché noir et l'accentuation de la ségrégation envers les Afro-Américains et les Mexicano-Américains,.
Quelques unes de ses photographies sont publiées par Survey Graphic (en), le magazine Victory  et Photo Review.

#### La dégradation de sa santé et hospitalisations à répétition
En 1945, les symptômes de douleur, de malaises épigastriques qui se sont manifestés dès 1939 s'accentuent. Dorothea Lange souffre également de nausées et de vomissement réguliers, cela malgré un régime strict préconisé par les médecins pour combattre notamment les ulcères de l'estomac. Elle est également stressée par son fils  Daniel, enrôlé en 1944 qui s'absente souvent sans permission ce qui lui vaut plusieurs séjours en prison militaire. Plusieurs psychiatres le décrivent comme un cas désespéré et qu'il ne sera jamais capable de mener une vie responsable et autonome. Durant l'année 1945, Dorothea Lange s'effondre et est hospitalisée,.
Le 27 aout 1945, elle est hospitalisée au UCSF Medical Center (en), à la suite d'une erreur de diagnostic, elle est opérée de la vésicule biliaire. Elle entre en convalescence chez elle le 14 septembre 1945. Les troubles réapparaissent nausées, et vomissement, puis une hémorragie nécessite à nouveau son hospitalisation à l'University of California Medical Center, ses amis se rendent à l'hôpital pour donner leur sang pour les transfusions nécessaires. Plusieurs radiographies indiquent qu'elle souffre d'un cancer duodénal, un régime adapté lui est prescrit, elle recouvre peu à peu la santé et sort de l'hôpital le 11 novembre 1945. Mais les malaises reprennent, elle est à nouveau hospitalisée les 9 janvier 1946 et 25 février 1946. Enfin le 16 mars 1946, elle est opérée pour subir une résection gastrique, les résultats sont satisfaisants, elle peut rentrer chez elle. Lors d'une visite médicale de suivi, elle apprend que Maynard Dixon est mort,,.

### Reprise de la photographie

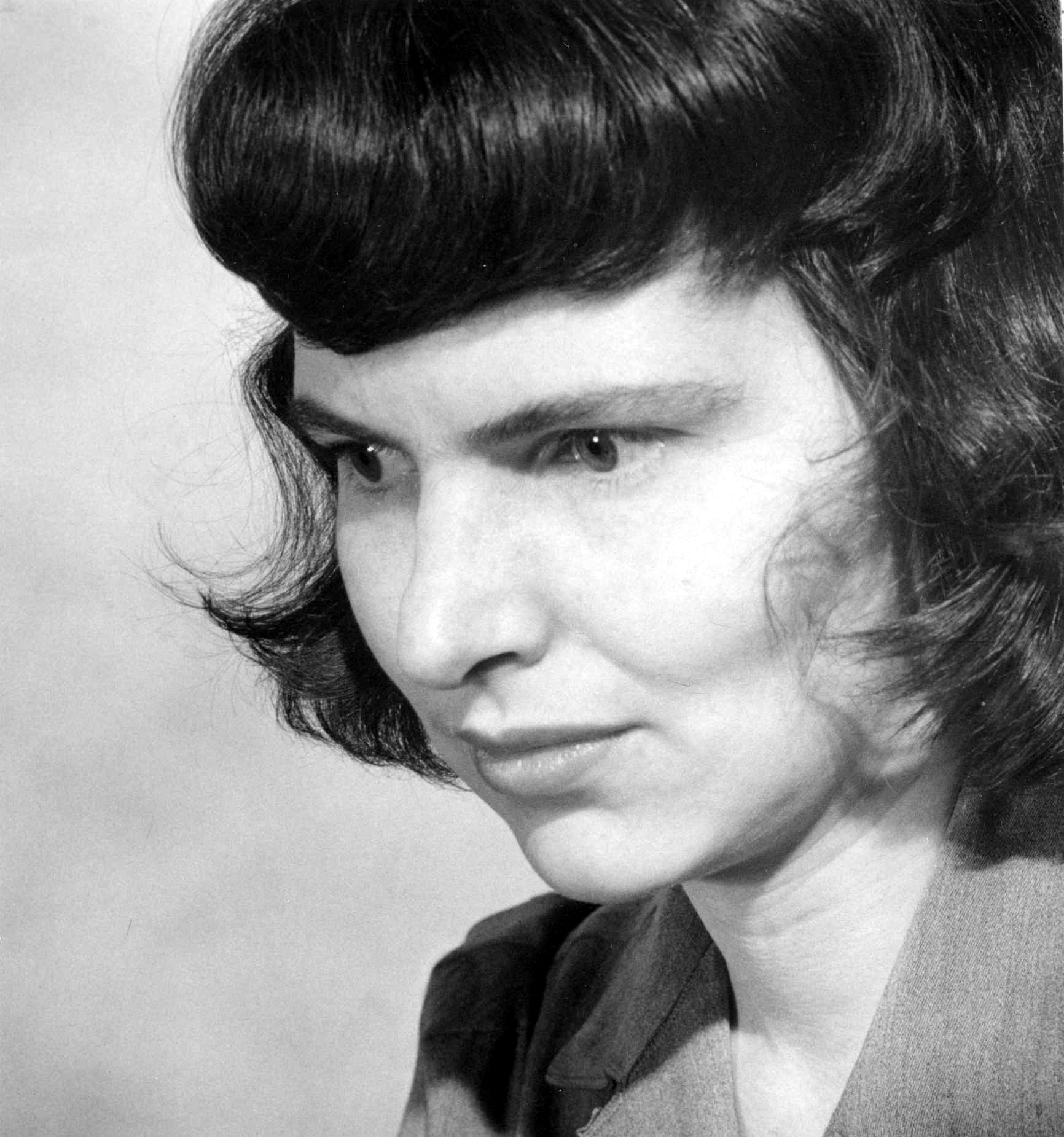
Portrait de Nancy Newhall, cliché pris en 1942 par Barbara Morgan.

En 1948, au bout de trois années de convalescence, Dorothea Lange se sent prête à reprendre la photographie. Nancy Newhall la sollicite pour savoir si pourrait couvrir la réunion de la Women's international democratic federation (« Fédération démocratique internationale des femmes ») qui se tient à Paris. Dorothea Lange lui réplique qu'elle a du travail à faire, classer ses négatifs, mettre de l'ordre dans son studio et qu'elle n'a guère le temps à lui consacrer. Mais Nancy Newhall revient à la charge en lui disant que Berenice Abbott, Barbara Morgan et Helen Lewitt vont couvrir l'événement.
Nancy Newhall l'interroge, ne serait-il pas nécessaire de faire connaître une autre Amérique que celle de Truman et de la  House Un-American Activities Committee (« Commission des activités antiaméricaines de la Chambre des représentants »). Dans un autre temps Dorothea Lange aurait pris immédiatement parti, mais affaiblie elle refuse tout engagement qui pourrait fragiliser sa santé.
Elle se rend à Tracy où réside son fils John marié à Helen Nesbit qui travaille pour le Bureau of Reclamation pour qu'elle puisse l'aider dans cette période agitée. Edward Steichen apporte une éclaircie en organisant une exposition au Museum of Modern Art titrée Sixty Prints by Six Women Photographers (« Soixante clichés de six femmes photographes ») huit d'entre eux sont de Dorothea Lange, les autres sont de Margaret Bourke-White, Helen Lewitt, Tanya Hoban, Hazel Larsen Archer (en) et Esther Bubley.

#### L'âge d'or du photojournalisme
Les magazines tels que Life et Look imposent un nouveau modèle de presse où la photographie supplante l'article, ce n'est plus la photo qui illustre l'article, mais l'article qui illustre la photo. Henri Cartier-Bresson, pionnier en la matière déclare : « ce sont les magazines qui nous apportent un public et nous présentent au public, ils savent comment transmettre des histoires en images de la manière dont le photographe l'a voulu. Mais quelquefois, malheureusement, ils les déforment. Les magazines peuvent publier précisément ce que le photographe veut montrer ; mais le photographe court le risque de se laisser modeler par le goût ou les exigences des magazines. ». Le photographe Robert Frank dit « l'utilisation par Life magazine de la photographie est ce qu'on fait de meilleur ».

#### Les magazines photo-illustrés
Dès 1950, Dorothea Lange envoie quatre clichés à Life magazine, seuls deux sont publiés, elle envoie également des photographies aux magazines  Harvester World et Look  tout en gardant son indépendance d'esprit et ménager sa santé. En 1958, neuf de ses photos sont publiées dans le livre de Nancy Newhall Masters of Photography.
Auparavant, en 1954, accompagnée d'Ansel Adams, de Paul Taylor et de son fils Daniel Dixon elle se rend en Utah, où elle fait plusieurs photos chez les villes tenues par des   Mormons, comme St. George, Gunlock, Utah (en), Toquerville  qui rassemblées sont envoyées au magazine Life avec le titre de Mormon Villages publié dans le numéro de Life en date du 6 septembre 1954,.
Dorothea Lange et son fils Daniel "Dan" Dixon partent pour l'Irlande, une fois arrivés en septembre 1954 ils se rendent dans le Comté de Clare et louent une chambre au Grand Hotel d'Ennis pour une durée d'un mois. Ce voyage est inspiré par le livre de l'anthropologue Conrad M. Arensberg (en) The Irish Countryman publié en 1937 dont l'étude porte spécifiquement sur le Comté de Clare. Une fois les clichés pris, ils sont envoyés à Life magazine qui fait un tirage à part titré Irish Country People qui contient 21 photos répartis sur 9 pages,.

### Dernières photos, fin de sa carrière
Dorothea Lange et Paul Taylor se retirent régulièrement dans un bungalow situé sur le lieu-dit "Steep Ravine" dans le comté de Marin, ce bungalow n'a ni eau chaude, ni téléphone, ni électricité. Malgré la rusticité de l'endroit, elle et Paul Taylor y partagent des moments privilégiés avec leurs petits-enfants, scènes de famille qu'elle photographie tout comme la côte rocheuse sur laquelle donne le bungalow,.
Cette retraite est interrompue en 1958, lorsque l'International Cooperation Administration (en) a décidé d'envoyer Paul Taylor en Asie comme consultant. Il part avec Dorothea Lange et pendant sept mois, ils visitent le Japon, la Corée, Hong Kong, les Philippines, la Thaïlande, la Birmanie, l'Inde, le Népal, le Pakistan et l'Afghanistan. avant de retourner aux États-Unis ils s'arrêtent  à l'Equateur et au Venezuela où Paul Taylor étudie les conséquences des réformes agraires au nom des Nations-Unies,.

#### Dernières exposition de son vivant
Dorothea Lange photographie les divers endroits visités et les personnes rencontrées, notamment les Indiens d'Amazonie et les Mestizos afin de les rendre familières au public américain. Ses photos font l'objet d'une exposition en mars 1961 à la Carl Siembab Galery de Boston et d'une exposition au Musée d'Art moderne de San Francisco en 1963 et sont publiés dans la revue Aperture en 1960 puis dans Photography Annual de 1964. En 1962, ses photos prises pour la Farm Security Administration font l'objet d'une exposition  au Alan R. White Institute et à l'université de Louisville et Edward Steichen organise une exposition des clichés pris pour la FSA au Museum of Modern Art de New York titrée The Bitter Years (« Les années amères »),.

#### Nouvelle dégradation de sa santé
Dès le mois de mars 1961, Dorothea Lange fait part de ses soucis quant à sa santé, les médecins sont clairs, il faut une nouvelle opération. En février 1962 elle est hospitalisée au San Francisco French Hospital (en). Elle y reste six semaines après son opération. En juin 1962, elle est à nouveau hospitalisée pour quelques jours en observation. Paul Taylor donne sa démission de professeur à l'université de Californie à Berkeley.
Paul Taylor et Dorothea Lange prennent des vacances à Echo Lake (California) (en). De retour, Paul Taylor est invité par l'université d'Alexandrie, Dorothea Lange le rejoint plusieurs semaines après lorsque sa santé le permet. Arrivée sur place elle prend plusieurs photos. Sur place parce qu'elle photographie des scènes de misère, elle est soupçonnée de travailler pour la propagande israélienne,.
En 1962, elle souffre de dysenterie, son moral est au plus bas, mais elle apprend une bonne nouvelle, Edward Steichen lui annonce qu'elle est inscrite au tableau d'honneur de l'American Society of Media Photographers pour ses contributions à la photographie.
Elle est à nouveau prise de température élevée, elle doit quitter l'Égypte. En juillet 1962 elle s'envole pour Stuttgart, là elle achète une Volkswagen et prend la route pour Saint-Moritz, sa température de 39 degré Celsius ne baisse toujours pas, Elle hospitalisée à Interlaken, là les analyses montrent qu'elle a attrapé la malaria en Égypte, elle quitte l'hôpital au bout de trois semaines. Puis en novembre 1962, elle part pour les Pays-Bas pour visiter les musées, puis Paul Taylor et elle s'envolent pour la côte est des États-Unis. Ils prennent le temps de visiter  Boston, Providence, New York et Washington avant de rentrer chez eux à Berkeley.

#### La fin
Durant l'été 1964, Dorothea Lange éprouve à nouveau des difficultés de déglutition, le radiographies et une biopsie concluent à la présence d'une tumeur maligne en haut de l' œsophage, les médecins lui annoncent qu'elle n'a quelques mois à vivre, ce qui ne l'empêche pas de préparer son exposition au Museum of Modern Art avec John Szarkowski,.
Le 8 octobre 1965, Dorothea Lange se sait mourante, elle est hospitalisée au San Francisco French Hospital, les médecins constatent que les métastases se répandent qu'elle va décéder de façon imminente, elle disparaît le 11 octobre 1965 à 4 heures 30 du matin.

### Vie privée
Le 21 mars 1920, Dorothea Lange épouse Maynard Dixon, de cette union naissent deux enfants Daniel Rhodes en 1925 et John Eaglefeather en 1930,,.
En 1935, Dorothea Lange épouse en secondes noces l'économiste Paul Schuster Taylor.
Dorothea Lange meurt d'un cancer de l'œsophage à l'aurore du 11 octobre 1965, trois mois avant sa rétrospective au Museum of Modern Art. Sa dépouille est incinérée, après quoi ses proches se rendent à Steep Ravine Cabins dans le Parc d'État de Mount Tamalpais et dispersent ses cendres sur l'océan.

## Œuvres et documentaires illustrés par Dorothea Lange
- (en-US) Dorothea Lange, White Angel breadline, New York, Scholastic Magazines (réimpr. 1979) (1re éd. 1933) (OCLC 461666907),
- (en-US) Ansel Adams et Dorothea Lange (photogr. Dorothea Lange), Making a photograph : an introduction to photography, Londres, The Studio Limited, coll. « How to do it Series » (no 8) (réimpr. 1938, 1939) (1re éd. 1935), 96 p. (OCLC 862996171),
- (en-US) Bruce Lee Melvin (photogr. Dorothea Lange), Rural youth on relief, Washington (D.C), Works Progress Administration, Division of Social Research, coll. « Research monograph » (no 11) (réimpr. 1972) (1re éd. 1937), 112 p. (OCLC 490259),
- (en-US) Paul Schuster Taylor (photogr. Dorothea Lange), An American Exodus : a Record of Human Erosion, New York, Reynal & Hitchcock (réimpr. 1969, 1999) (1re éd. 1939), 158 p. (OCLC 767994),
- (en-US) Pare Lorentz et Paul S. Taylor, (photogr. Dorothea Lange), Dorothea Lange : camera with a purpose, New York, Morrow, 1941 (OCLC 61274199),
- (en-US) Paul Schuster Taylor (photogr. Dorothea Lange), Our stakes in the Japanese exodus, Stroudsburg, Pennsylvanie, Survey Associates,, 1942 (OCLC 21643844),
- (en-US) Beaumont Newhall (photogr. Dorothea Lange), Looks at the American Country Woman, Fort Worth, Texas, Amon Carter Museum, (réimpr. 1978) (1re éd. 1967), 72 p. (ISBN 9780883600276, OCLC 1031410756),
- (en-US) Dorothea Lange, Millerton, état de New York, Aperture, coll. « Aperture history of photography series » (réimpr. 1994, 2009) (1re éd. 1981), 104 p. (OCLC 8360697, lire en ligne),
- (en-US) Christopher Cox et Dorothea Lange: (photogr. Dorothea Lange:), Dorothea Lange, coll. « Aperture masters of photography » (no 5) (réimpr. 1987) (1re éd. 1985), 96 p. (OCLC 17473493, lire en ligne),
- (en-US) Linda Gordon (dir.) et Gary Y. Okihiro (dir.) (photogr. Dorothea Lange), Impounded : Dorothea Lange and the Censored Images of Japanese American, New York, W.W. Norton (réimpr. 2008) (1re éd. 2006), 205 p. (OCLC 60557546, lire en ligne).

## Expositions permanentes
Plusieurs musées exposent de façon permanente des photographies de Dorothea Lange :
- Museum of Modern Art de New York[213],
- Musée national du Victoria à Melbourne, Australie[214],
- Musée de la Californie à Oakland[215],
- Whitney Museum of American Art[216],
- Musée d'Art du comté de Los Angeles[217],

### Getty images
Le site Getty images expose de façon permanente 4 518 clichés pris par Dorothea Lange.

### La bibliothèque du Congrès
La Bibliothèque du Congrès contient 5 722 photographies prises par Dorothea Lange.

## Hommages et distinctions
En 1941, la Fondation John-Simon-Guggenheim décerne à  Dorothea Lange la Bourse Guggenheim, la première à être attribuée à une femme,
En 1984, Dorothea Lange entre à l'International Photography Hall of Fame and Museum (en),
En 2003, Dorothea Lange entre au musée du National Women's Hall of Fame,
En 2008, Dorothea Lange entre au California Hall of Fame,
En 2009, un cratère de la planète Mercure est nommé Lange en son honneur,
En 2021, Dorothea Lange entre au musée du New Jersey Hall of Fame,